# Armoriale delle famiglie italiane (Dic-Dz)
Questo è l'armoriale delle famiglie italiane il cui cognome inizia con le lettere che vanno da Dic a Dz.

## Armi

### Dic
| Stemma | Casato e blasonatura |
| ------ | --- |
|        | Di Cabano o De Cabannis (Molise) (la blasonatura non è stata ancora caricata) (citato in DAlena) |
|        | Di Calcinara (Tortona) D'oro, al leone rampante in maestà, di rosso, con il capo d'azzurro, carico di tre gigli del primo alias D'oro, al leone di rosso, con il capo d'azzurro, carico di tre gigli d'oro alias D'azzurro, alla fascia d'oro, accompagnata in capo da tre conchiglie dello stesso, ordinate in fascia alias Di verde, al leone d'argento alias Di verde, al leone rampante in maestà, d'argento (citato in (18)) |
|        | Di Canossa (Verona) Titoli: nobile, marchese, conte di Canossa, signore di Grezzano di rosso al cane bracco d'argento, collarinato ed affibbiato d'oro tenente fra i denti un osso al naturale (citato in (4) – Vol. II pag. 271) |
|        | Di Canossa (Verona) Titolo: marchesi di Calliano, Castagnole e Moncalvo, Rosignano Di rosso, al cane bracco rampante d'argento, collarinato e affibbiato d'oro, tenente fra i denti un osso, al naturale (citato in (24) - Vol. I, pag. 218) alias Di rosso, al cane bracco d'argento, collarinato e affibbiato d'oro, tenente tra i denti un osso, al naturale (citato in (15)) |
|        | Di Canova (Domodossola) Troncato, al 1° di rosso, al castello d'argento, munito del solo mastio, merlato alla guelfa, aperto e finestrato del campo, con un leone d'oro, balzante e fuoruscente, in fascia e a metà corpo, dal portone, al 2° bandato di nero e d'argento (citato in (15)) |
|        | Di Cantalupo (Molise) (la blasonatura non è stata ancora caricata) (citato in DAlena) |
|        | Di Cante (Toscana) (DE) In Silber 2 rote Schrägbalken, außen begleitet von je 1 achtstrahligen roten Stern (citato in (23)) |
|        | Di Cante (Toscana) (DE) In Silber 2 rote Schrägbalken, außen begleitet von je 1 achtstrahligen grünen Stern (citato in (23)) |
|        | Di Cante (Toscana) (DE) Gespalten: Rechts 7mal silber-schwarz geteilt, links in Blau 1 goldener Balken (citato in (23)) |
|        | Di Cante (Toscana) (DE) In Gold 1 schwarzer Schrägbalken (citato in (23)) |
|        | Di Cantino (Toscana) (DE) In Gold 1 unten mit Sägezähnen besetzter blauer Schrägbalken (citato in (23)) |
|        | Di Capo (Molise) (la blasonatura non è stata ancora caricata) (citato in DAlena) |
|        | Di Caporiacco (Udine, Tolmezzo, Trieste, Spilimbergo) Titoli: nobile, conte, signore di Caporiacco e ville annesse partito: al 1º d'argento alla fascia di nero; nel 2º di rosso a tre fasce scaccate di argento e di nero Cimiero: un volo di nero (citato in (4) – Vol. II pag. 288) |
|        | Di Capua o De Capoa (Molise, Abruzzo) D'oro alla banda di nero, caricata da una cotissa d'argento (citato in DAlena) d'oro, una banda nera caricata da una lista d'argento (citato in (22)) Notizie storiche in Nobili napoletani. |
|        | Di Capua (Molfetta) d'argento, alla gemella in banda d'oro Motto: Immota manet0 (citato in ) |
|        | Di Cardellona o Di Cardalona Titolo: signori di Cardellona D'argento, allo scaglione di rosso, accompagnato da tre cardi fogliati di verde, fioriti di rosso, con il capo d'oro, carico di un'aquila, di nero (citato in (18)) |
|        | Di Carpegna Falconieri o Di Carpegna Falconieri Gabrielli (Roma) 3 bande di azzurro su argento - racchetta di falcone scaccata di azzurro e di argento su rosso (citato in LEOM) |
|        | Di Carpegna Gabrielli e Di Carpegna Falconieri Gabrielli (Roma) d'azzurro a tre bande ondate d'argento (citato in (4) – Vol. II pag. 336) |
|        | Di Carpegna Gabrielli (Roma) luna montante di argento su azzurro - 3 palle di argento crociate di rosso poste 2,1 su azzurro - bordura inchiavata di rosso e di argento sulla prima partizione - 3 bande di azzurro su argento (citato in LEOM) |
|        | Di Casacalenda (Molise) (la blasonatura non è stata ancora caricata) (citato in DAlena) |
|        | Di Casino (Toscana) (DE) 1 7mal schräglinksgeteilter Schrägbalken, beidseitig begleitet von je 1 achtstrahligen Stern (citato in (23)) |
|        | Di Casalvolone o De Casale Gualono (Vercelli) D'argento, al castello di nero, merlato alla ghibellina, aperto del campo e fondato su un terrazzo, di verde, con il capo d'oro, carico di un'aquila di nero (citato in (18)) |
|        | Di Casasco Titolo: conti di Castiglione d'Asti; signori di Casasco Di rosso, al castello d'oro, di tre torri coperte Motto: Respice finem (citato in (18)) |
|        | Di Casola (Napoletano) d'azzurro, a due stelle d'oro a sei punte, accompagnate in capo da un lambello d'oro ed in punta da un monte a tre cime di verde (citato in (32)) |
|        | Di Castagnole (Castagnole Monferrato) Titolo: signori di Castiglione di Castagnole, Cinzano, Cercenasco Di verde, alla fascia formata da tre fusi e due mezzi, d'argento (citato in (18)) |
|        | Di Castellamonte (Canavese) Titolo: conti del Canavese, di Castellamonte, Front; signori di Agliè, Ardon, Balangero, Baldissero, Brosso, Nomaglio, Rivarolo, Strambinello D'azzurro a tre monti d'oro, ciascuno caricato da un trifoglio di verde rovesciato, e sormontato da un pappagallo di verde con la testa rivoltata alias D'oro, a tre pappagalli di verde, imbeccati del campo, sostenuti da tre monti d'azzurro uscenti dalla punta Motto: Est mihi pro Domino dextra parata meo - Je l'endure - Qui la dure (citato in (18)) |
|        | Di Castelletto (Castelletto d'Orba) Titolo: signori di Castelletto d'Orba Partito d'argento e d'azzurro, alla sbarra d'oro (citato in (18)) |
|        | Di Castelnuovo o De Châteauneuf (Nizzardo) Titolo: signori di Ascros, Aspromonte, Castelnuovo, Clanzo, Contes, Cuebris, Rocchetta del Varo, Toetto Scarena, Torretta Levens Di rosso, a tre torri d'oro (male ordinate?) (citato in (18)) |
|        | Di Castelvecchio (Bricherasio) D'argento, al leone di nero, membrato di rosso alias D'argento, al leone di nero, armato, membrato e lampassato di rosso (citato in (18)) |
|        | Di Castelvetere (Molise) (la blasonatura non è stata ancora caricata) (citato in DAlena) |
|        | Di Castiglia (Toscana) (DE) In Rot 1 silberne Lilie (citato in (23)) |
|        | Di Castiglione (Monferrato) Titolo: signori di Castiglione di Gassino, Cordova, Ostero Un castello, con una torre in mezzo, in forma di dongione (mastio), accompagnato da due stelle [...] in campo [...] (citato in (18)) |
|        | Di Castiglione (Mantova) Titolo: marchesi [per Guasco di Bisio: consignori] di Conzano; conti di Cimena e Berzano, Odalengo Piccolo; signori di Castelvairo, Marano Di rosso, al leone d'argento (coronato d'oro), tenente un castello d'oro di tre torri alias Di rosso, al leone d'argento, tenente un castello di tre torri, dello stesso alias Inquartato, al 1° e 4° di rosso, al leone d'argento, coronato d'oro, tenente un castello dello stesso, al 2° d'argento, a un serpente ondeggiante in palo, d'azzurro, coronato d'oro, ingoiante un fanciullo, di rosso, al 3° palato di nero e d'oro (citato in (18)) |
|        | Di Castiglione (Saluzzo) Di rosso, al leone d'argento, coronato d'oro, tenente un castello d'oro di tre torri Motto: Deum fortiter sustineam ad hoste non confundar (citato in (18)) |
|        | Di Castropignano (Molise) (la blasonatura non è stata ancora caricata) (citato in DAlena) |
|        | Di Cavagnolo Titolo: signori di Cavagnolo, Monteu, Tonengo D'argento, alla cesta d'azzurro, con il capo d'oro, carico di un'aquila, di nero alias Di rosso, alla cesta d'argento, con il capo d'oro, carico di un'aquila coronata, di nero alias D'argento, alla cesta di rosso, con il capo d'oro, carico di un'aquila, di nero, sostenuto di rosso Motto: A virtute nobilitas (citato in (18)) |
|        | Di Ceccano (Napoli, Roma) Trinciato di nero e d'argento, all'aquila spiegata, trinciata dell'uno nell'altro (citato in DAlena) |
|        | Di Celano (Molise) (la blasonatura non è stata ancora caricata) (citato in DAlena) |
|        | Di Chiaro (Toscana) (DE) In Blau 3 goldene Löwenköpfe von vorn und 1 schwebender goldener Sechsberg, 1:2:1 gestellt (citato in (23)) |
|        | Di Chiaro (Toscana) (DE) In Gold 1 erhöhter und verkürzter Balken links mit 1 verkürzten Schräglinksbalken anstoßend (citato in (23)) |
|        | Di Chimenti Grossi (Toscana) (DE) In Rot 1 dreitürmige silberne Burg (citato in (23)) |
|        | Di Chino (Toscana) (DE) In Silber 1 Schemel?, überdeckt von 1 Hammer und begleitet oben von 2, unten von 1 blauen Scheibe (citato in (23)) |
|        | Di Cocullo (Abruzzo) D'azzurro alla banda d'oro (citato in DAlena) |
|        | Di Cola (Firenze) D'azzurro, al corno da caccia d'argento, legato dello stesso (citato in (16)) |
|        | Di Colbertaldo (Milano, Mestre, Verona) Titolo: Nobile d'azzurro a tre fasci di verghe, legati in decusse, sostenenti ciascuno una cicogna, rivoltata, il fascio centrale accostato da una stella (5) per parte, il tutto d'oro (citato in (4) – Vol. II pag. 494) |
|        | Di Colbertaldo (Asolo) D'azzurro a tre fasci d'argento sostenenti ciascuno un pellicano d'oro, quello di destra rivoltato e beccantesi la zampa, quello a sinistra pure beccantesi la zampa; i tre fasci sostenuti dalla campagna di rosso carica di tre rose d'argento Cimiero: un bustod i donna con le chiome sciolte e le braccia conserte (citato in DAlena) |
|        | Di Colbertaldo (Verona) d'azzurro a tre gabbie d'argento, sostenenti ciascuna un pellicano d'oro, quello di destra rivoltato e beccantesi la zampa, quello a sinistra pure beccantesi la zampa, le gabbie sostenute da una terrazza di rosso caricata di tre rose d'argento (citato in (4) – Vol. II pag. 494) |
|        | Di Collalto (Molise) (la blasonatura non è stata ancora caricata) (citato in DAlena) |
|        | Di Colloredo Mels (Udine) Titoli: Nobile, Conte del S. R. I., Marchese di S. Sofia, Signore di Colloredo, Mels e ville annesse inquartato:al 1º e 4º di nero alla fascia di argento; al 2º e 3º di argento alla banda di nero scalinata; sul tutto di nero alla fascia d'argento carica di un'aquila bicipite del campo coronata d'oro Cimieri: 1º un cinghiale di nero, armato d'argento, linguato di rosso, nascente e rivoltato; 2º il semivolo destro di nero caricato di una fascia d'argento; 3º l'aquila sorante di nero caricata di una fascia d'argento, coronata e rostrata d'oro; 4º il moto posto in maestà e nascente, vestito d'argento, attorcigliato d'oro, tenente con la destra tre frecce d'oro, con la sinistra un arco dello stesso; 5º e collo di cane bracco con un filetto di nero scorciato a spina di pesce, caricante l'orecchio Sostegni: due leoni d'oro coronati, affrontati con le code bifide Motto: Haec peperti virtus (citato in (4) – Vol. II pag. 504) |
|        | Di Colloredo Mels (Udine) Titoli: Nobile, Signore di Colloredo, Mels e ville annesse, Conte del S. R. I. di nero alla fascia d'argento carica di un'aquila del campo bicipite, coronata di oro Cimieri: 1º moro posto in maestà e nascente, vestito d'argento, attorcigliato d'oro, tenente con la destra tre frecce di oro, con la sinistra un arco dello stesso; 2º il semivolo destro di nero, carico di una fascia d'argento; 3º il cinghiale di nero armato d'argento, linguato di rosso, nascente e rivoltato (citato in (4) – Vol. II pag. 506) |
|        | Di Com d'Ast Troncato di rosso e d'argento, alla testa e collo di cavallo del secondo (citato in (18)) |
|        | Di Comuccia (Toscana) (DE) In Rot 1 silberner Löwe, mit zwei Pranken 1 silberne Fahne haltend (citato in (23)) |
|        | Di Conturbia (Milano) Titolo: signori di Conturbia e Agognate; consignori di Marzalesco Di rosso, a due leoni affrontati e sostenenti una stella (8), il tutto d'oro, con il capo d'oro, carico di un'aquila coronata, di nero Motto: Fortitudo (citato in (18)) |
|        | Di Cordova o De Cordoba (Molise) Quattro fasce vermiglie in campo d'oro alias D'oro a 3 fasce di rosso e un re moro vestito di verde col manto di porpora incatenato per il collo (citato in DAlena) |
|        | Di Corrado (Molise) (la blasonatura non è stata ancora caricata) (citato in DAlena) |
|        | Di Corso (Firenze) Di..., al ramo di rosaio di..., fiorito di un pezzo di..., e nodrito su un monte di sei cime di... alias Di..., al ramo di rosaio di..., fiorito di un pezzo di..., e nodrito su un monte di tre cime di... (citato in (16)) |
|        | Di Corso o Di Corso della Chiave o Corsi (Toscana) (DE) Durch 1 roten Balken blau-gold geteilt: Oben 1 achtstrahliger goldener Stern, unten 2 blaue Schiffssteuerräder balkenweise (citato in (23)) |
|        | Di Cortandone Titolo: signori di Cortandone; consignori di Tigliole D'oro, alla banda di nero, ripiena d'argento (citato in (18)) |
|        | Di Cortazzone Titolo: signori di Cortazzone; consignori di Barbaresco, Tigliole D'oro, alla banda di nero, ripiena d'argento (citato in (18)) |
|        | Di Cortenuova o Di Cortenuova da Vinci (Toscana) (DE) In Gold 1 blauer Pfahl, beidseitig begleitet von je 1 achtstrahligen blauen Stern (citato in (23)) |
|        | Di Coscio (Visignano (Cascina), Pisa) di verde alla banda d'oro (citato in (4) – Vol. II pag. 556 e in (16)) |
|        | Di Cosimo (Toscana) (DE) 1 Schrägbalken, beidseitig begleitet von je 1 achtstrahligen Stern (citato in (23)) |
|        | Di Costanzo (Napoli) D'azzurro a 6 costole d'argento disposte 2, 2 e 2 accompagnate nel capo da un leone passante d'oro (citato in DAlena) Notizie storiche in Nobili napoletani. |
|        | Di Costanzo (Napoli, Pozzuoli) Titolo: duca di Barrano e Paganica d'azzurro a sei costole d'argento, col capo d'azzurro al leone d'oro, sostenuto di rosso (citato in (19)) |
|        | Di Costigliole (Costigliole Saluzzo) Titolo: signori di Costigliole Di rosso, a dieci costole umane d'oro, poste in fascia, una sull'altra, cinque per parte alias Di rosso, a sei costole umane d'oro, poste in fascia, una sull'altra, tre per parte (citato in (18)) |
|        | Di Credi (Firenze) Di..., all'incudine di... (citato in (16)) |
|        | Di Cristofano (la blasonatura non è stata ancora caricata) (citato in DAlena) |
|        | Di Crollalanza (Bari) aquila di nero su argento - leone passante di rosso lancia in destra e sulla spalla su oro - 3 fasce di rosso ondate su argento (citato in LEOM) |

### Did
| Stemma | Casato e blasonatura |
| ------ | --- |
|        | Di Dato (Firenze) D'azzurro, al monte di sei cime d'oro, sostenente due semivoli di rosso, il tutto sormontato dal capo cucito d'Angiò (citato in (16))                                                                          |
|        | Di Dato (Firenze) D'azzurro, alla torre d'argento e alla banda attraversante di rosso (citato in (16)) |
|        | Didier (Torino) Titolo: Conte della Motta di rosso, alla sbarra d'argento (citato in (4) – Vol. II pag. 614 e in (18)) alias D'azzurro, allo scaglione, accompagnato in punta da una stella (6), il tutto d'oro (citato in (18)) |
|        | Didimi (Pausola) di argento all'albero di alloro di due rami al naturale sradicato con la fascia di rosso attraversante e caricata della scritta in lettere maiuscole nere: NFAL (citato in (4) – Vol. II pag. 615)              |
|        | Di Dino (Toscana) (DE) In Silber 1 schwarzer Mohrenkopf mit goldenem Ohrring und silberner Stirnbinde, diese der Figur nach belegt mit 3 schwarzen Taukreuzen (citato in (23))                                                   |
|        | Di Domenico (Firenze) Di..., all'albero sradicato di..., e alla banda attraversante di..., seminata di gigli d'oro (citato in (16))                                                                                              |
|        | Di Domenico (Cosenza) D'argento all'uccello posato di nero (citato in DAlena e in BLCL) |
|        | Di Domenico (Sicilia) d'oro all'uccello posato di nero (citato in Mango) |
|        | Di Domenico (Toscana) (DE) In silber-schwarz geviertem Feld 4 blaue Scheiben, 2:2 gestellt (citato in (23)) |
|        | Di Domenico (Toscana) (DE) In Silber 1 grüner Lorbeerkranz und 1 liegender roter Halbmond pfahlweise (citato in (23)) |
|        | Di Donato (Napoli) Titolo: nobili di azzurro alla banda dentata di oro accompagnata da due stelle dello stesso (citato in (4) – Vol. II pag. 622 e in (19))                                                                      |
|        | Di Donna (Napoletano) Titolo: barone d'azzurro, al destrocherio d'argento tenente tre fiori al naturale, sormontato da tre stelle d'oro a sei raggi, poste in fascia, il tutto sopra un mare agitato d'argento (citato in (32))  |
|        | Di Durazzo (Molise) Di rosso a tre fasce d'argento al capo di Francia (citato in DAlena) |

### Die
| Stemma | Casato e blasonatura |
| ------ | --- |
|        | Dieciaiuti (Firenze) D'azzurro, al toro furioso d'oro (citato in (16)) |
|        | Diedi (Firenze) Di rosso, allo scaglione d'oro (citato in (16)) (DE) In Rot 1 erniedrigter goldener Sparren (citato in (23)) |
|        | Diedo (Venezia) banda di rosso su troncato di oro e di azzurro (citato in LEOM) |
|        | Diedo (Venezia) (FR) Parti, au 1, d'argent, à la fasce d'or, au 2, de sinople plein. (citato in JB Rietstap (archiviato dall'url originale il 18 gennaio 2018).) |
|        | Diesbach (Bernese) Partito di rosso e d'argento, al crescente dell'uno nell'altro (citato in (18)) alias Di nero, alla banda a spinapesce d'oro, accostata da due leoni dello stesso, lampassati di rosso (citato in (18)) alias Inquartato, al 1° e 4° partito di rosso e d'argento, al crescente dell'uno nell'altro, al 2° e 3° di nero, alla banda a spinapesce d'oro, accostata da due leoni dello stesso, lampassati di rosso (citato in (18)) inquartato: nel 1° e 4° partito di rosso e d'argento, al crescente, montante dell'uno nell'altro; nel 2° e 3° di nero, alla banda increspata d'oro, accostata da due leoni dello stesso, posti nel verso della pezza (citato in Mango) |
|        | Diesenove (Venezia) (FR) Tranché d'or, à une fleur-de-lys de gueules, sur argent plein, à une bande de onze losanges accolées de gueules, brochant sur le tranché. (citato in JB Rietstap (archiviato dall'url originale il 18 gennaio 2018).) |
|        | Dietaiuti (Firenze) D'oro, alla croce di sant'Andrea di nero, caricata di una crocetta patente di rosso (citato in (16)) |
|        | Die Taugel (Germania) (la blasonatura non è stata ancora caricata) (citato in DAlena) |
|        | Dietisalvi Neroni (Toscana) (DE) In Blau 1 erniedrigter roter Sparren (citato in (23)) |
|        | Dieudonné (Firenze) Di rosso, al rastrello posto in palo e a due spade alte decussate, il tutto d'oro, impugnato e legato insieme dello stesso; con il capo d'azzurro caricato di un cane corrente d'argento, collarinato d'oro (citato in (16)) |

### Dif
| Stemma | Casato e blasonatura |
| ------ | --- |
|        | Di Faenza (Molise) (la blasonatura non è stata ancora caricata) (citato in DAlena) |
|        | Di Falco o De Falco (Nicosia, Catania) di argento, allo scudetto di oro, caricato da un j di nero (citato in (4) – Vol. III pag. 60 e in (27)) lettera J maiuscola di nero su scudetto di oro su scudo di argento (citato in LEOM) Notizie storiche in Famiglie nobili di Sicilia. |
|        | Di Falco o De Falco (Nicosia, Catania) Titolo: barone, nobile dei baroni d'oro, al destrocherio armato al naturale, tenente un falco del suo colore, e tre stelle di 6 raggi d'azzurro, ordinate in fascia nel capo (citato in (4) – Vol. III pag. 60, in (27) e in (19)) braccio destro armato al naturale uscente da destra reggente con la mano di carnagione un falco al naturale su oro - 3 stelle (6 raggi) di azzurro poste in fascia in alto su oro (citato in LEOM) alias d'azzurro al sinistrochero armato al naturale tenente un falco del suo colore, con tre stelle poste due e uno d'argento (citato in (19)) braccio destro armato uscente da sinistra sostenente con il guanto un falcone al naturale su azzurro - 3 stelle (6 raggi) di argento poste 2,1 su azzurro (citato in LEOM) Notizie storiche in Famiglie nobili di Sicilia.                        |
|        | Di Fantino (Toscana) (DE) In Silber 4 anstoßende blaue Ketten, schragenweise gelegt und durch 1 blauen Ring verbunden (citato in (23)) |
|        | Di Fare D'argento, al grifo di nero, linguato e osceno di rosso, carico in petto di una stella a otto raggi d'argento, brandente con l'artiglio destro un martello ferrato di nero, con il manico inclinato in sbarra d'oro, accompagnato nel cantone destro del capo da una catena da camino isolata in palo di nero, composta di cinque anelli, di cui due visti di profilo (citato in (11)) |
|        | Di Fede (Gela, Vizzini, Agrigento, Naro) Titolo: marchese, nobili dei marchesi di argento, all'albero nodrito nella punta dello scudo sostenuto a sinistra da un leoncino coronato d'oro, il tutto al naturale, accompagnato in capo, a destra da tre stelle di rosso ordinate in sbarra, a sinistra da una ombra di sole di rosso, orizzontale sinistro, il tutto con una bordatura composta di rosso e d'argento (citato in (4) – Vol. III pag. 108, in (19), in Mango e in (27)) albero uscente dalla punta dello scudo al naturale addestrato da - leoncino rampante dello stesso coronato di oro su argento - 3 stelle (5 raggi) di rosso poste in sbarra in alto a sinistra su argento - ombra di sole di rosso uscente dal canton destro del capo su argento - bordura composta di rosso e di argento (citato in LEOM) Notizie storiche in Famiglie nobili di Sicilia. |
|        | Di Federigo (Toscana) (DE) Gold-rot im Zahnschnitt geteilt, oben 1 silberne Scheibe belegt mit 1 roten Kreuz (citato in (23)) |
|        | Di Feo (Toscana) (DE) Gold-blau im Zinnenschnitt gespalten (citato in (23)) |
|        | Di Feo o De Feo (Toscana) (DE) In Blau 1 schwebender goldener Sechsberg oben besetzt mit 1 senkrecht gestellten silbernen Pfeil (citato in (23)) |
|        | Di Ferro (Siena) Di..., allo scaglione di... accompagnato in capo da due stelle a sei punte di... e in punta da un ferro di lancia riverso di... (citato in (16)) |
|        | Di Fiandra (Abruzzo) (la blasonatura non è stata ancora caricata) (citato in DAlena) |
|        | Di Filippo (Toscana) (DE) 1 Balken, begleitet oben von 1 gestürzten, unten von 1 liegenden Halbmond oder Durch 1 Balken geteilt, oben 1 gestürzter, unten 1 liegender Halbmond (citato in (23)) |
|        | Di Filippo (Toscana) (DE) In Silber 1 blauer Doppelsparren überdeckt von 1 erniedrigten roten Sparrenleiste, und 1 erniedrigte blaue Sparrenleiste untereinander (citato in (23)) |
|        | Di Filippo (Toscana) (DE) In Blau 1 silberner Löwe (citato in (23)) |
|        | Di Fiumicello (Udine) d'azzurro, al grifone d'oro (citato in (3) ) |
|        | Difnico (Dernis (Trento)) Titolo: Nobile di rosso alla banda d'oro, accompagnata da due rose dello stesso una per parte Cimiero: tre rose d'oro gambute (citato in (4) – Vol. II pag. 615) |
|        | Di Folonia o Fellonia o Fologna o Felonia (Avigliana) Titolo: signori di Fellonia; consignori di Avigliana, Rosta D'argento, a tre fasce increspate di rosso (citato in (18)) |
|        | Di Forma (Napoletano) (la blasonatura non è stata ancora caricata) (citato in (22)) |
|        | Di Francesco o De Francisco (Sicilia) troncato; nel 1° d'argento, al mare d'azzurro fluttuoso di nero, caricato dal delfino, nuotante del secondo, sormontato nel capo dall'aquila spiegata di nero; nel 2° d'argento, a tre fasce di rosso (citato in Mango) |
|        | Di Francesco (Toscana) (DE) In Silber 1 mit 1 roten Kreuz besetzte silberne Scheibe und 1 schwebender blauer Sechsberg, dieser schräg und schräglinks besteckt mit 2 grünen Palmzweigen, pfahlweise (citato in (23)) |
|        | Di Francesco (Toscana) (DE) Unter 1 roten Winkelschildhaupt in Silber 2 achtstrahlige grüne Sterne balkenweise in der Nabelreihe (citato in (23)) |
|        | Di Francesco (Toscana) (DE) In Rot 5 goldene Rosen, 1:3:1 gestellt (citato in (23)) |
|        | Di Francesco (Toscana) (DE) 1 erhöhter Sturzsparren, oben begleitet von 1 vierlätzigen Turnierkragen (citato in (23)) |
|        | Di Francesco (Toscana) (DE) Gespalten und überdeckt von 1 silbernen Rose in der Ortstelle: Rechts in Silber 3 rote Balken, links unter 1 silbernen Schildhaupt in Rot 2 silberne Balken (citato in (23)) |
|        | Di Francesco (Toscana) (DE) In Schwarz 1 goldener Stierkopf (citato in (23)) |
|        | Di Francesco (Toscana) (DE) In Rot 1 grüner Winkelschildfuß im Wellenschnitt, oben besetzt mit 1 goldenen Flügel (citato in (23)) |
|        | Di Francia (Monteleone, Cosenza, Messina) Titolo: nobile col predicato di Santa Caterina trinciato di azzurro e di rosso: il 1º a tre gigli d'oro con la banda del medesimo in divisa sostenente un leone illeopardito parimenti d'oro (citato in (4) – Vol. III pag. 260 e in (19)) banda in divisa di oro su trinciato di azzurro e di rosso - leone passante sulla banda di oro sormontato da - 3 gigli dello stesso posti in fascia su azzurro (citato in LEOM) alias trinciato di rosso e d'azzurro (?), tre gigli d'oro sull'azzurro alla banda d'oro sostenente un leone al naturale (citato in (12)) |
|        | Di Francia (Cosenza, Catanzaro, Paola, Monteleone, Tropea, Messina) Titolo: barone di S. Caterina dello Jonio, Badolato, S. Rosalia, Marmarino, Drago; marchese trinciato di rosso e d'azzurro, alla banda d'oro, attraversante e sostenente un leone illeopardito dello stesso, armato e linguato d'azzurro (citato in (13)) alias trinciato d'azzurro e di rosso, tre gigli d'oro con la banda d'oro sostenente un leone d'oro (citato in (22)) Cimiero: una testa di cignale al naturale Notizie storiche in Nobili napoletani. |
|        | Di Francia (Tropea) tagliato di rosso e d'azzurro alla banda d'oro sulla partizione sostenente un leone illeopardito dello stesso (citato in BLCL) |
|        | Di Francia (Puglia, Calabria) banda di oro su trinciato di rosso e di azzurro - leone passante in banda al naturale su rosso - 3 gigli di oro su azzurro posti 2,1 (citato in LEOM) |
|        | Di Francia (Cosenza) Di rosso alla banda d'oro sostenente un leopardo illeonito dello stesso (citato in DAlena e in BLCL) |
|        | Di Francia (Calabria) Leone leopardito (citato in DAlena) |
|        | Di Francia (Catanzaro) Di rosso alla banda d'oro sostenente un leopardo illeonito dello stesso (citato in DAlena e in BLCL) |
|        | Di Frassineto (Hertz) (Firenze) troncato: nel primo di rosso a due leoni d'oro passanti l'uno sull'altro; nel secondo d'argento al frassino di verde (citato in (2) – pag. 275 e in DAlena) |
|        | Di Fronte (Firenze) Di rosso, a tre teste di leone d'oro, 2.1, e allo scudetto rotondo del Popolo fiorentino posto in cuore alias Di rosso, a tre teste di leone d'oro, 2.1, e al capo cucito d'Angiò (citato in (16)) |
|        | Di Fucecchio (Pisa) Titolo: Visconti Partito: nel 1° d'oro, all'aquila dal volo abbassato di nero uscente dalla partizione; nel 2° troncato di nero e d'oro (citato in (16)) |

### Dig
| Stemma | Casato e blasonatura |
| ------ | --- |
|        | Di Gabiano o Gabiani (Monferrato, Asti) Titolo: signori di Castel S. Pietro, Cereseto, Gabiano, Gorbio, Tonco; consignori di Rosingo, Serralunga, Solonghello D'argento, al capo di rosso, con il leone coronato, d'oro, attraversante alias Troncato di rosso e d'argento, al leone d'oro alias Fasciato d'argento e di rosso Motto: Cognito futura - Cui fides vive (citato in (18)) |
|        | Di Gaeta (Napoli, Olevano sul Tusciano) Titolo: duca di San Nicola; marchese di Montepagano; conte di Sant'Angelo Limosano inquartato d'argento e di rosso alla banda di azzurro caricata da tre stelle a sei raggi d'oro attraversante sul tutto (citato in (4) – Vol. III pag. 304, in (19) e in (22)) 3 stelle (6 raggi) di oro su banda di azzurro su - inquartato di argento e di rosso (citato in LEOM) Notizie storiche in Nobili napoletani. |
|        | Di Gaeta (Cosenza) D'argento alla banda scaccata d'oro e d'azzurro di due file (citato in DAlena) |
|        | Di Galasso (Firenze) Troncato: nel 1° d'argento pieno; nel 2° scaccato d'argento e di verde (citato in (16)) |
|        | Di Galasso (Toscana) (DE) Geteilt: Oben ledig silber, unten silber-blau geschacht (citato in (23)) |
|        | Di Gambatesa (Molise) (la blasonatura non è stata ancora caricata) (citato in DAlena) |
|        | Di Gattico? (Novara) D'oro, al castello di rosso, con il capo d'azzurro, a cinque gigli d'argento, alternati dai sette denti di un lambello, di rosso alias D'argento, al castello di rosso, con il capo d'azzurro, a cinque gigli d'oro, alternati dai denti di un lambello, di rosso alias D'azzurro, al castello d'argento, accompagnato in capo da cinque gigli d'oro, disposti in arco di cerchio (citato in (18)) |
|        | Di Gelli (Toscana) (DE) Unter 1 blauen Schildhaupt im Zinnenschnitt, darin 1 goldene Lilie, ledig silber (citato in (23)) |
|        | Di Gennaro Spaccato: nel 1° d'oro al leone uscente di rosso; nel 2° di rosso al capriolo d'oro (citato in DAlena) |
|        | Di Genova (Abruzzo) D'azzurro alla croce di calvario piantata sulla sommità di un monte di tre cime movente dalla punta, sostenuta da due leoni affrontati e controrampanti ed accompagnata nei due angoli del capo da due stelle (8) il tutto d'argento alias D'argento alla croce di calvario di rosso tenuta da due leoni d'oro affrontati e controrampanti, poggiati su un monte di tre cime di verde ed accompagnata in capo da due stelle (8) d'oro (citato in DAlena) |
|        | Di Genova di Salle (Vasto) d'argento alla croce latina di rosso, accostata da due stelle d'oro di otto raggi, tenuta da due leoni d'oro affrontati e controrampanti poggiati su di un monte di tre cime all'italiana di verde (citato in DAlena) |
|        | Di Gentile (Firenze) Troncato d'azzurro e d'oro, al leone dell'uno all'altro, armato e lampassato di rosso (citato in (16)) (DE) In blau-gold geteiltem Feld 1 rotgezungter und rotbewehrter Löwe in verwechselten Tinkturen (citato in (23)) |
|        | Digerini (Pisa) Partito: nel 1º di rosso, al leone al naturale, rampante contro un ramo di verde; nel 2º d'azzurro, alla fiamma di rosso, caricata di tre palle d'argento, 1.2 (citato in (16)) |
|        | Digerini Nuti (Firenze, Pisa) leone rampante di oro afferrante con le zampe anteriori e la posteriore destra un ramo di quercia curvato di verde su rosso - 3 palle di argento in un fuoco di oro su azzurro poste 1,2 (citato in LEOM) |
|        | Di Getto o Di Getto Coltellinaio (Toscana) (DE) Gold-rot schräggeviert, in den goldenen Plätzen je 1 schwebender silberner Dreiberg (citato in (23)) |
|        | Di Giacomo (Sicilia) d'azzurro, a tre torce d'argento, accese di rosso, impugnate e legate dello stesso (citato in Mango) |
|        | Di Giotto (Toscana) (DE) Schwarz-silber schräggeviert (citato in (23)) |
|        | Di Giovanni (Toscana) (DE) 1 Löwe (citato in (23)) |
|        | Di Giovanni (Toscana) (DE) In Blau 1 silberner Delphin (citato in (23)) |
|        | Di Giovanni (Toscana) (DE) In gold-silber geteiltem Feld 1 blauer Flügel (citato in (23)) |
|        | Di Giovanni (Toscana) (DE) In Silber 1 schwarzer Schrägbalken (citato in (23)) |
|        | Di Giovanni (Toscana) (DE) Unter 1 roten Schildhaupt, darin 1 oberhalbes silbernes Kleeblattkreuz, in Silber 2 rote Schrägbalken (citato in (23)) |
|        | Di Giovanni (Toscana) (DE) In Blau 1 senkrecht gestellter goldener Spaten, beidseitig begleitet von je 1 goldenen Lilie (citato in (23)) |
|        | Di Giovanni (Toscana) (DE) Blau-gold gespalten und schräggeteilt, in den goldenen Feldern je 1 schrägrechts nach oben gewendeter Halbmond, der obere silbern, der untere blau (citato in (23)) |
|        | Di Girolamo o Di Geronimo (Lentini, Mazara) Titolo: signore del Mercato del Salto; barone di Balchini d'oro, alla croce traversa di nero (citato in Mango e in (27)) Notizie storiche in Famiglie nobili di Sicilia. |
|        | Di Ghese (Firenze) Di rosso, a due cerchi concentrici d'oro alias Di rosso, alla rotella d'oro caricata di un anelletto d'azzurro (citato in (16)) |
|        | Di Gieri (Siena) Di..., alla banda di... accompagnata da due stelle a sei punte di..., una nel cantone sinistro del capo e una nel cantone destro della punta (citato in (16)) |
|        | Di Giniaco (Molise) (la blasonatura non è stata ancora caricata) (citato in DAlena) |
|        | Di Giorgio o Di Giorgi (Sicilia) di rosso, al leone d'oro, rivoltato (citato in Mango) |
|        | Di Giorgi (Sicilia) di rosso, con un leone d'oro (citato in (27)) Notizie storiche in Famiglie nobili di Sicilia. |
|        | Di Giovanni o Giovanni (Sicilia) Titolo: signore di Alfano, Viagrande, Graziano, Sollazzo, Gatta, Girgia, Cangemi; barone della Grazia di Vallebella; duca di Saponara; principe della Stella, Trecastagne, Castrorao, Castelbianco, Ucria; principe del S. R. I. di azzurro, alla pianta di frumento spicata di tre pezzi d'oro, nodrita in una zolla al naturale, la pianta accostata da due leoni d'oro, affrontati (citato in (4) – Vol. I pag. 360) alias d'azzurro, a due leoni coronati controrampanti d'oro, trattenenti una spiga di frumento dello stesso, nodrita su una zolla al naturale (citato in Mango) d'azzurro, con una spiga di oro trattenuta da due leoni affrontati dello stesso, nodriita sovra una zolla al naturale movente dalla punta (citato in (27)) Cimiero: l'aquila nascente coronata di nero Corona di principe Notizie storiche in Famiglie nobili di Sicilia. |
|        | Di Giovanni (Messina, Palermo) Titolo: Barone covone di grano in campo azzurro sostenuto da due leoni affrontati (citato in (2) – pag. 519 e in DAlena) |
|        | Di Giovanni (Messina, Palermo) Titolo: duca di Precacuore, marchese, barone di Cicera e Vescara d'azzurro, a due leoni coronati controrampanti d'oro, trattenenti una spiga di frumento dello stesso, nodrita su una zolla al naturale (citato in (4) – Vol. III pag. 473, in (19) e in (27)) 2 leoni controrampanti coronati di oro tenenti con le zampe anteriori una spiga dello stesso posti su zolla al naturale uscente dalla punta tutto su azzurro (citato in LEOM) alias d'azzurro, al covone di frumento al naturale, sostenuto da due leoni affrontati d'oro (citato in (4) – Vol. III pag. 473, in (19) e in (27)) 2 leoni controrampanti di oro tenenti con le zampe anteriori un fascio (covone) di grano legato di argento tutto su azzurro (citato in LEOM) Cimiero: l'aquila nascente coronata di nero Notizie storiche in Famiglie nobili di Sicilia.                           |
|        | Di Giovanni (Molfetta) d'oro, alla'aquila spiegata di nero lampassata di rosso (citato in ) |
|        | Di Girolamo o Di Geronimo (Lentini) Titolo: baroni di Limuni d'oro alla croce traversa di nero (citato in (4) – Vol. III pag. 477, in (19) e in Mango) croce di Sant'Andrea di nero su oro (citato in LEOM) |
|        | Di Giunta (Firenze) Di rosso, al semivolo abbassato d'argento (citato in (16)) |
|        | Di Giuntino da Signa (Firenze) Partito: nel 1° fasciato di quattro pezzi di... e di...; nel 2° di..., al leone di... (citato in (16)) |
|        | Di Giura (Chiaromonte, Potenza, Roma) Titolo: baroni di azzurro al monte di tre cime in punta allo scudo, sormontato da un'ape, il tutto d'oro Motto: Modus et ordo (citato in (4) – Vol. III pag. 489 e in (19)) 3 monti al naturale di oro uscenti dalla punta su azzurro - ape di oro vista di dorso posta in palo in alto su azzurro (citato in LEOM) |
|        | Di Grandi (Siracusa) d'azzurro, alla fascia d'oro, caricata da tre stelle del campo, accompagnata nel capo dal sole del secondo, figurato di rosso, e nella punta da un vaso d'argento, piantato di una pianticella di tre steli, fogliati di verde, fioriti di rosso (citato in Mango) |
|        | Di Gravina (Sicilia) Spaccato: nel 1° d'azzurro, a due bande d'oro sinistrate da una stella d'argento di dieci raggi; nel 2° d'azzurro alla banda scaccata d'argento e di rosso di due file Cimiero: un uccello gaipa di bianco Divisa: Spero (citato in DAlena) |
|        | Di Gravina (Ramacca) Inquartato: nel 1° e 4° di rosso a nove crocette patenti d'argento, 3, 3, 2, 1 che è dei Cruillas di Catalogna; nel 2° e 3° di rosso alla croce piena d'azzurro caricata di 9 campanelli d'oro che è dei Filangieri; sul tutto spaccato: nel 1° d'azzurro a due bande d'oro sinistrate da una stella di 6 raggi d'argento; nel 2° d'azzurro, alla banda scaccata d'argento e di rosso di due file, che è dei Gravina Cimiero: un uccello gaipa di bianco Divisa: Spero (citato in DAlena) |
|        | Di Grazia (Bergamo, Gorizia, Lucca) d'oro, all'aquila dal volo spiegato di nero, tenente fra gli artigli un'asta di stadera col romano (peso) a destra e tre catene pendenti a sinistra, il tutto d'argento. (citato in (8)) |
|        | Di Grazia (Lucca) d'oro all'aquila spiegata di nero stringente una bilancia a due piatti al naturale (citato in (4) – Vol. III pag. 547 e in DAlena) aquila di nero stringente con gli artigli una bilancia al naturale su oro (citato in LEOM) Cimiero: aquila uscente Motto: Magis alta peto |
|        | Di Grazia (Lucca) D'oro, all'aquila dal volo spiegato di nero, tenente fra gli artigli un'asta di stadera col romano (peso) a destra e tre catene pendenti a sinistra, il tutto d'argento (citato in (16)) (Immagine nella Raccolta stemmi Trippini (JPG).) (la blasonatura non è stata ancora caricata) (Immagine nella Raccolta stemmi Topoguz.) |
|        | Di Grazia (Firenze) D'azzurro, alla croce fioronata d'oro alias D'azzurro, alla croce ancorata d'oro alias D'azzurro, alla croce gigliata d'oro (citato in (16)) |
|        | Di Grazia o Garsia (Sicilia) D'azzurro all'uccello gaza d'argento posato in una pianura erbosa al naturale bagnata in punta da un fiume d'argento (citato in DAlena) |
|        | Di Grondona (Tortona) Titolo: signori di Grondona, Volpedo D'azzurro, alla banda doppiomerlata, d'oro, accompagnata da due rose, d'argento, una in capo e l'altra in punta, con il capo di rosso, carico di un cane in corsa, d'argento (citato in (18)) |
|        | Di Grumello (Bergamo?) (di ... a tre torte di ... caricate ognuna di una crocetta in decusse patente d'oro, al capo di ... caricato di un leone leopardito di rosso) (citato in (18)) |
|        | Di Gualberto (Firenze) d'argento, all'albero sradicato al naturale, e alla fascia attraversante di rosso. (citato in (8) e in (16)) |
|        | Di Gualberto (Firenze) D'argento, alla fascia d'azzurro accompagnata da due palle di rosso, 1.1 (citato in (16)) (DE) In Silber 1 blauer Balken, beidseitig begleitet von je 1 roten Scheibe (citato in (23)) |
|        | Di Guardi di Dino (Firenze) D'oro, al monte di sei cime d'azzurro, cimato da una croce di... e sostenente due rametti di verde sulle cime laterali basse; il tutto accompagnato in capo da un lambello passante a quattro pendenti di rosso (citato in (16)) |
|        | Di Guasto (la blasonatura non è stata ancora caricata) (citato in DAlena) |
|        | Di Guerrante (Toscana) (DE) In Rot 1 blauer Schrägbalken belegt mit 3 goldenen Halbmonden, der mittlere schrägrechts nach unten, die äußeren schrägrechts nach oben gewendet (citato in (23)) |
|        | Di Guidalotto da Lucardo (Firenze) Di..., al leone di... (citato in (16)) |
|        | Di Guido (Firenze) Di..., a tre sonagli di..., 2.1, pendenti i due dal capo di..., e l'uno dalla fascia dello stesso (citato in (16)) |
|        | Di Guiduccioli (Toscana) (DE) In Gold 1 erniedrigte rote Spitze, belegt mit 1 goldenen Rose und oben begleitet von 3 roten Rosen, 1:2 gestellt (citato in (23)) |

### Dih
| Stemma | Casato e blasonatura |
| ------ | --- |
|        | D'Iharce (Pisa) Inquartato: nel 1° e 4° d'oro, al leone di nero; nel 2° e 3° d'azzurro, al rincontro di cervo al naturale ramoso d'argento; sul tutto troncato d'oro e di verde, al cipresso sradicato dell'uno all'altro (citato in (16)) |

### Dii
| Stemma | Casato e blasonatura |
| ------ | --- |
|        | Di Iacomo di Zanobi (Siena) D'azzurro, alla croce di sant'Andrea d'oro accantonata da due rose d'argento nel 1° e nel 4°, e da due stelle a sei punte dello stesso nel 2° e 3° (citato in (16))                                                                                            |
|        | Di Iacopo d'Agnolo (Firenze) Palato di rosso e d'oro, alla banda attraversante d'azzurro caricata di tre stelle a otto punte d'argento (citato in (16)) (DE) In Rot 3 goldene Pfähle, überdeckt von 1 mit 3 achtstrahligen silbernen Sternen belegten blauen Schrägbalken (citato in (23)) |
|        | Di Ioinville o Iamvilla o Iamvilla o Di Gianvilla (Molise) Troncato: nel 1° d'argento seminato di code d'ermellino caricato da un leone coronato d'oro; nel 2à di nero con 6 barbazzali di cavallo d'oro posti 2, 2, 2 (citato in DAlena)                                                  |

### Dij
| Stemma | Casato e blasonatura |
| ------ | --- |
|        | Di Juvalta (Lombardia, Piemonte, castello di Ortenstein, Zurigo) trinciato: al 1º d'azzurro alla stella d'oro di sei raggi; al 2º d'oro all'aquila di rosso posta in banda (citato in (4) – Vol. III pag. 705) stella (6 raggi) di oro sull'azzurro del trinciato di azzurro e di oro - aquila di rosso posta in banda su oro (citato in LEOM) Cimiero: un semivolo all'antica caricato della stella e dell'aquila dello scudo |

### Dil
| Stemma | Casato e blasonatura |
| ------ | --- |
|        | Di Lando (la blasonatura non è stata ancora caricata) (citato in DAlena) |
|        | Di Lapo (Firenze) Di..., al monte di sei cime di..., sostenente un albero di... nodrito sulla cima, e un animale rampante al tronco dell'albero stesso (citato in (16)) |
|        | Di Lapo (Firenze) Di..., alla banda di..., caricata di tre palle di... (citato in (16)) |
|        | Di Lapo (Toscana) (DE) In Silber 1 eingebogener roter Winkelschildfuß, im Scheitel besetzt mit 1 blauen Sechsberg (citato in (23)) |
|        | Di Lapo (Toscana) (DE) Blau-gold geteilt: Unten 1 schwebender blauer Sechsberg (citato in (23)) |
|        | Di Lapo (Toscana) (DE) In blau-rot geteiltem Feld 2 Rosen, die obere rot, die untere silber (citato in (23)) |
|        | Di Lapo (Toscana) (DE) Gespalten: Rechts in Blau 1 goldener Balken, beidseitig begleitet von je 1 achtstrahligen goldenen Stern, links silber-rot geschacht (citato in (23)) |
|        | Di Lapo (Toscana) (DE) In Silber 1 blauer Löwe, mit der Linken 1 roten Hostienkelch mit 1 blauen Hostie haltend (citato in (23)) |
|        | Di Lapo (Toscana) (DE) In Blau 1 verkürzte erniedrigte schräggelegte silberne Sparrenleiste (citato in (23)) |
|        | Di Lauria (Lauria, Scalea) fasciato d'argento e d'azzurro (citato in (42)) |
|        | Di Lauro (Napoletano) d'oro, a due leoni di rosso affrontati e controrampanti ad un pino di verde (citato in (32)) |
|        | Di Lavanderia (la blasonatura non è stata ancora caricata) (citato in DAlena) |
|        | Di Leo (Messina, Palermo) d'argento, al leone di rosso, tenente con la zampa anteriore destra una mezza ruota dello stesso (citato in Mango) |
|        | Di Lese (Molise) (la blasonatura non è stata ancora caricata) (citato in DAlena) |
|        | Diletti (Firenze) Troncato: nel 1º d'azzurro, al triangolo vuoto d'oro; nel 2º di rosso, al leone d'oro; con la fascia diminuita d'argento, passata sulla troncatura (citato in (16)) |
|        | Di Leutrum (Ertingen) Titolo: conte barone del S. R. I. di nero, allo stambecco d'argento, ritto (citato in (26)) Cimiero: lo stambecco del campo, nascente Motto: Halt hart an mir (in caratteri gotici) |
|        | Diligenti (Fiesole, Cortona) Partito: nel 1º d'azzurro, allo scaglione di rosso, accompagnato in capo da un pesce natante d'argento, e in punta da tre stelle a otto punte d'oro, 1.2; nel 2º d'azzurro, al destrocherio di carnagione vestito di verde, impugnante una torcia (o fiamma) di rosso (citato in (16)) scaglione di rosso su azzurro - pesce di argento in fascia su azzurro - 3 stelle (8 raggi) di oro poste 1,2 su azzurro - avambraccio destro vestito di verde uscente da destra afferrante con la mano di carnagione una fiamma di rosso su azzurro (citato in LEOM) |
|        | Di Ligi (Toscana) (DE) In Rot 6 blaue Scheiben, 1:2:2:1 gestellt (citato in (23)) |
|        | Di Lippo (Firenze) D'argento, al martello in palo al naturale (citato in (16)) |
|        | Di Lorena d'Harcourt Titolo: marchesi di Cavaglià; conti di Sommariva Bosco Partito di uno, troncato di tre, al 1° di Ungheria antica, al 2 ° di Napoli, al 3° di Gerusalemme, al 4° di Aragona, al 5° di Angiò moderno, al 6° di Gheldria rovesciato, al 7° di Juliers, all'8° di Bard, sul tutto di Lorena, al lambello di rosso in capo alle partizioni, con la bordura di rosso, carica di otto bisanti d'oro (citato in (18)) |
|        | Di Lorenzo (Messina, Siracusa, Noto) Titolo: barone dio Renda, Ciurca, Canali, Vignali, Belludia, S. Marco, Celòso, S. Lorenzo; marchese del Casale, Castelluccio; nobile dei marchesi di Castelluccio di rosso, alla capitozza nudrita sulla pianura erbosa al naturale, sormontata da una stella d'oro, e trapassata nel tronco da una spada d'argento, guarnita d'oro, all'ingiù ed in sbarra (citato in Mango) di rosso, al capitozzo nodrito sulla pianura erbosa al naturale, sormontato da una stella d'oro, e trapassato nel tronco da una spada d'argento, guarnita d'oro, all'ingiù ed in sbarra (citato in (27)) albero (capitozza) nodrito su pianura erbosa al naturale sormontato da - stella (5 raggi) di oro e trafitto in sbarra da - spada di argento punta al basso tutto su rosso (citato in LEOM) alias partito: nel 1° dei Di Lorenzo, nel 2° di Borgia, che è spaccato: a) d'oro, al bue di rosso, passante sulla pianura erbosa di verde; b) d'azzurro a tre sbarre d'oro (ramo del Casale) (citato in (27)) albero (capitozza) nodrito su pianura erbosa al naturale sormontato da - stella (5 raggi) di oro e trafitto in sbarra da - spada di argento punta al basso tutto su rosso - bue passante di rosso su terrazzo di verde su oro - 3 sbarre di oro su azzurro (citato in LEOM) alias d'azzurro, alla fascia d'oro, caricata di una crocetta scorciata di rosso, la fascia alzata, accompagnata in punta da un albero nodrito sulla pianura erbosa, al naturale, attraversato sul tronco da una spada d'oro posta in banda, e sinistrato da una cometa dello stesso posta in sbarra (ramo del Castelluccio) (citato in (27)) albero nodrito su pianura erbosa al naturale trafitto in banda da - una spada di oro punta al basso e accompagnato a destra da - una cometa di oro posta in sbarra tutto su azzurro - crocetta di rosso su fascia alzata di oro su azzurro (citato in LEOM) Notizie storiche in Famiglie nobili di Sicilia. |
|        | Di Lorenzo (Siracusa) albero su terrazzo di verde uscente dalla punta trafitto da una spada di argento manicata di oro posta in banda punta al basso tutto su rosso - stella (6 raggi) di oro in alto su rosso (citato in LEOM) |
|        | Di Loritello (la blasonatura non è stata ancora caricata) (citato in DAlena) |
|        | Di Luca di Zato (Siena) D'oro, alla gemella in fascia di rosso (citato in (16)) |
|        | Di Lucito (Molise) (la blasonatura non è stata ancora caricata) (citato in DAlena) |
|        | Di Lugaria (la blasonatura non è stata ancora caricata) (citato in DAlena) |
|        | Di Luparia (Molise) (la blasonatura non è stata ancora caricata) (citato in DAlena) |
|        | Di Lupo Parra (Pisa) D'argento, al palo scaccato di tre file d'argento e d'azzurro, accostato da due gigli d'azzurro; al capo cucito dell'Impero abbassato sotto un capo pure cucito caricato di un lupo rapace di nero, rampante un monte di sei cime di verde (citato in (16)) aquila coronata di nero su fascia di oro su troncato di oro e di argento - lupo rampante al naturale su monte a 6 cime di azzurro uscente dalla fascia su oro - palo scaccato di argento e di azzurro (3file) affiancato da - 2 gigli dello stesso su argento in basso (citato in LEOM) |
|        | Di Luzelinhart (Molise) (la blasonatura non è stata ancora caricata) (citato in DAlena) |

### Dim
| Stemma | Casato e blasonatura |
| ------ | --- |
|        | Di Macello (Bricherasio) Titolo: signori di Cortandone, Macello; consignori di Bricherasio D'argento, al leone d'azzurro (citato in (18)) |
|        | Di Maleto (la blasonatura non è stata ancora caricata) (citato in DAlena) |
|        | Di Mandastre (la blasonatura non è stata ancora caricata) (citato in DAlena) |
|        | Di Manzano Titolo: signori di Barbaresco e Trezzo, Carrù, Manzano, Meane, Narzole, Neive, Romanisio, Sanfrè, Sanfront, Serralunga D'oro, al leone di rosso, con il capo scaccato di due file di quattro pezzi, di rosso e d'oro (citato in (18)) |
|        | Di Manzano (Udine, Genova, Vienna, Salisburgo) fascia di rosso dentata di argento in alto di 4 pezzi e in basso di 3 pezzi tutto su rosso (citato in LEOM) |
|        | Di Manzano (Udine, Genova, Vienna, Salisburgo) 3 penne di struzzo una di rosso tra 2 di argento poste a ventaglio su campo non identificato (citato in LEOM) |
|        | Di Marco (Palermo, Messina) troncato nel 1° di rosso, a tre stelle d'argento, male ordinate; nel 2° d'argento a tre ferri di lancia al naturale, impugnati e legati di rosso, alla terza d'oro, attraversante sullo spaccato (citato in Mango) |
|        | Di Marco di Mistretta (Sicilia) troncato nel 1° di rosso pieno; nel 2° d'argento a tre fusi d'azzurro, accollati in fascia (citato in Mango) |
|        | Di Mareri o Marieri (Abruzzo) Di rosso a tre piramidi d'argento, accompagnato in capo da tre rose dello stesso ordinate in fascia (citato in DAlena) |
|        | Di Maria (Palermo, Messina) Titolo: barone di Alleri, Mustimacucco troncato: nel 1º d'oro a 3 pali di nero; nel 2º mareggiato di azzurro e d'argento, col capo di azzurro caricati di 3 stelle d'oro, alla banda dello zodiaco d'argento marcata dei segni del sagittario, dello scorpione e della libra di nero attraversante sul tutto (citato in (2) – pag. 583 e in DAlena) spaccato: al 1° di Alliata (Agliata), che è d'oro a tre pali di nero; al 2° di Di Maria, che è mareggiato d'azzurro e d'argento, al capo d'azzurro caricato di tre stelle d'oro ordinate in fascia: colla banda concava d'argento attraversante suI tutto e caricata dei segni zodiacali del sagittario, dello scorpione e della bilancia, di nero (citato in (42)) 3 pali di nero su oro - banda concava di argento caricata dei segni zodiacali del sagittario dello scorpione e della bilancia su - mareggiato di argento e di azzurro - 3 stelle (5 raggi) di oro poste in fascia su azzurro in capo (citato in LEOM) Notizie storiche in Famiglie nobili di Sicilia. |
|        | Di Maria (Palermo, Messina) Titolo: barone di Bordonaro Sottano, Alburquia, Cavaleri, Casalnuovo mareggiato d'argento e d'azzurro al capo del secondo, caricato da tre stelle (6) d'oro (citato in Mango e in (27)) mareggiato di argento e di azzurro - 3 stelle (5 raggi) di oro poste in fascia su azzurro in capo (citato in LEOM) Notizie storiche in Famiglie nobili di Sicilia. Ulteriori notizie storiche in Famiglie nobili di Sicilia. |
|        | Di Maria (Palermo, Messina) Titolo: marchese di Monterosato partito: al 1 ° di Di Maria; al 2° di Natale, che è d'azzurro al leone coronato tenente un ramoscello d'alloro di verde, fissante una stella posta nel canton destro del capo, con la sbarra attraversante, il tutto d'oro (citato in (27)) mareggiato di argento e di azzurro - 3 stelle (5 raggi) di oro poste in fascia su azzurro in capo - sbarra di oro su - leone rampante coronato dello stesso tenente un ramo di verde in destra su azzurro - stella (5 raggi) di oro posta nel canton sinistro del capo su azzurro (citato in LEOM) Notizie storiche in Famiglie nobili di Sicilia. |
|        | Di Maria (Palermo, Messina) mareggiato di argento e di azzurro - 3 stelle (8 raggi) di oro poste in fascia su azzurro in capo - fascia di oro accompagnata da - 3 stelle (6 raggi) dello stesso poste 2,1 su azzurro - pianticella di miglio posta in palo di oro su azzurro - 3 colombe di argento poste 1,2 di cui la prima con un ramoscello di olivo di verde nel becco su azzurro - 4 pali di rosso sull'oro dell' - inquartato in croce di Sant'Andrea di oro e di argento - aquila coronata di nero su argento (citato in LEOM) |
|        | Di Marigliano (Molise) Spaccato: nel 1° d'argento pieno; nel 2° d'azzurro con un monte d'argento a due cime disuguali, sulla più alta delle quali un falcone di nero imbeccante un ramoscello di ulivo al naturale (citato in DAlena) |
|        | Di Marsciano (Orvieto, Roma) interzato in fascia di oro di argento e di rosso - aquila di nero coronata di oro su oro - 3 ghirlande di alloro al naturale poste in fascia su argento - 3 gigli di oro posti 2,1 su rosso (citato in LEOM) |
|        | Di Martino (Firenze) Di..., alla fede di.... armata di..., e al capo d'Angiò (citato in (16)) |
|        | Di Martino (Sicilia) d'azzurro, a due leoni affrontati e controrampanti ad un monte piantato sopra un mare agitato, sormontato da tre stelle, il tutto d'oro alias d'azzurro, al leone d'oro tenente con le zampe anteriori una lira dello stesso (citato in Mango) |
|        | Di Mauro (Napoli) Titolo: patrizio di Aversa, nobile, marchese di Polvica d'azzurro alla fascia d'argento di quattro stelle d'oro (citato in (19)) |
|        | Di Mauro di Capua di Sanseverino (Napoli) Titolo: patrizio di Aversa, nobile, marchese di Polvica interzato in palo 1° d'azzurro alla fascia d'argento accompagnato da quattro stelle d'oro, 2° d'oro alla banda d'argento bordata di nero, 3° d'argento alla fascia di rosso (citato in (19)) |
|        | Di Mauro di Capua Sanseverino (Napoli) fascia di argento su azzurro - 4 stelle (5 raggi) di oro poste 3,1 su azzurro - banda di argento bordata di nero su oro - fascia di rosso su argento (citato in LEOM) |
|        | Di Mauro di Capua Sanseverino (Napoli) fascia di argento su azzurro - 4 stelle (5 raggi) di oro su azzurro poste 3,1 (citato in LEOM) |
|        | Di Mazoli D'azzurro, al leone d'oro, linguato di rosso, tenente con le branche anteriori una mazza d'armi, d'oro (citato in (18)) |
|        | Di Medina (Abruzzo) (la blasonatura non è stata ancora caricata) (citato in DAlena) |
|        | Di Mettino (Toscana) (DE) In Gold 1 blauer Winkelschildfuß, belegt mit 1 roten Rose (citato in (23)) |
|        | Di Miceli (Palermo) 2 sbarre di oro su azzurro (citato in LEOM) |
|        | Di Michele (Burgio, Palermo) Titolo: barone di S. Giuseppe, Villaurea fasciato d'oro e d'azzurro, le fasce caricate di 21 tortelli o bisanti dell'uno nell'altro ordinati 6, 5, 4, 3, 2 e 1 (citato in (27)) Notizie storiche in Famiglie nobili di Sicilia. |
|        | Di Milano (Molise) (la blasonatura non è stata ancora caricata) (citato in DAlena) |
|        | Di Miliaco o De Meliac (la blasonatura non è stata ancora caricata) (citato in DAlena) |
|        | Di Molise o Di Molisio D'oro alla banda d'azzurro (citato in DAlena) |
|        | Di Molisio (Molise) D'oro alla sbarra d'azzurro (citato in DAlena) |
|        | Di Mombell (Molise) D'azzurro alla stella di 6 raggi d'oro circondata da altre 6 sei stelle (6) d'oro poste in cerchio (citato in DAlena) |
|        | Di Moncucco (Moncucco) Titolo: signori di Moncucco, Rivoli; consignori di Agliano, Albugnano, Berzano, Castelvero, Chieri, Monteu da Po, Montiglio, Rivalba, S. Sebastiano, Val della Torre Fasciato ondato d'azzurro e d'argento (citato in (18)) |
|        | Di Monfalcone o De Montfalcon? Di [argento?], al falcone [al naturale?], sormontato da un crescente di [...] (nel cantone sinistro del capo?) (citato in (18)) |
|        | Di Monferrato (Monferrato) Titolo: marchesi sovrani del Monferrato D'argento, al capo di rosso (citato in (18)) |
|        | Di Monforte (Molise) D'argento al leone d'azzurro tenente colle branche anteriori uno scudetto d'oro caricato di 5 code d'armellino di nero alias d'oro alla croce di rosso accantonata da 4 rose d'argento (citato in DAlena) |
|        | Di Montagano o Di Montacano (Molise) (la blasonatura non è stata ancora caricata) (citato in DAlena) |
|        | Di Montagliari o Meyer (Firenze) fasciato di oro e di nero - le fasce di oro caricate di 6 trifogli di verde posti 3,2,1 (citato in LEOM) |
|        | Di Montalto (Molise) D'argento a tre pali di rosso con la spezzatura di un lambello d'oro posto attraversante nel capo (citato in DAlena) |
|        | Di Montaquila (Molise) (la blasonatura non è stata ancora caricata) (citato in DAlena) |
|        | Di Monte Cuccheri (Firenze) Di..., alla fascia di... sostenente un castello turrito di un pezzo di... (citato in (16)) |
|        | Di Montefuscolo (Molise) Troncato d'argento e di verde (citato in DAlena) |
|        | Di Montegnacco (Tricesimo, Cassacco, San Giorgio di Nogaro) leone rampante di argento posto su - 3 monti al naturale di verde uscenti dalla punta su nero (citato in LEOM) |
|        | Di Montemale (Montemale) Titolo: signori di Montemale; consignori di Dronero, Lagnasco, Romanisio, Vottignasco D'azzurro, al cuore di rosso, cucito (citato in (18)) |
|        | Di Montenero (Molise) (la blasonatura non è stata ancora caricata) (citato in DAlena) |
|        | Di Montevecchio Martinozzi Benedetti (Fano, Roma) inquartato di argento e di rosso - 2 monti a 6 cime nei primi di quarti a sinistra di rosso su argento e a destra di argento su rosso - capo di Francia tutto su scudetto su - 3 fasce doppiomerlate di rosso su argento - 3 gigli di oro su fascia di azzurro bordata di argento su rosso - leone rampante di argento su azzurro (citato in LEOM) |

### Din
| Stemma | Casato e blasonatura |
| ------ | --- |
|        | Di Naddo (Firenze) Cerchiato di sei pezzi di... e di... (citato in (16)) |
|        | Di Nalduccio (Siena) D'azzurro, alla sbarra d'oro (citato in (16)) |
|        | Di Napoli (Sicilia) Titolo: signore di Rachilebri, Campobello, Alessandria, Condrò, S. Ninfa; barone di Perrana; duca di Campobello, Bissana; principe di Bonfornello, Resuttana, Condrò, Monteleone d'azzurro, al leone d'oro, sormontato dal motto VIRO COTANTI di nero in fascia, con due stelle d'oro e un giglio dello stesso posti nel capo 2 e 1 (citato in Mango e in (27)) Notizie storiche in Famiglie nobili di Sicilia. |
|        | Di Napoli (Roma) 12 scudetti di rosso posti 3 a 3 un sull'altro su oro - leone rampante di oro su azzurro - giglio accostato da 2 stelle (6 raggi) di oro in alto su azzurro - fascia di argento su azzurro - testa di leone di oro uscente dalla fascia su azzurro (citato in LEOM) |
|        | Di Napoli (Roma) motto "VIRO CONSTANTI" in lettere maiuscole di nero al centro in fascia su azzurro - giglio accostato da 2 stelle (6 raggi) di oro in alto su azzurro - leone rampante di oro in punta su azzurro (citato in LEOM) |
|        | Di Napoli (Roma, Palermo) leone rampante di oro in punta sormontato dal - motto in lettere maiuscole di nero "VIRO CONSTANTI" - 2 stelle (5 raggi) e un giglio di oro posti 2,1 in alto tutto su azzurro (citato in LEOM) |
|        | Di Naro (Siracusa) d'azzurro, alla testa umana d'oro (citato in Mango) |
|        | Di Negro (Ovada) D'argento, a tre gigli d'oro posti 1, 2; col capo cuneato di porpora (citato in (31)) |
|        | Di Negro (Liguria) 3 gigli di azzurro posti 2,1 su argento - capo inchiavato di rosso su argento (citato in LEOM) |
|        | Di Nese (Siena) Di..., al leone di... (citato in (16)) |
|        | Di Nese Duranti (Firenze) D'oro, allo scaglione d'azzurro accompagnato da tre stelle a otto punte dello stesso, 2.1 Particolarità araldica: l'immagine conservata presso l'Archivio di Firenze riporta lo scaglione di rosso. alias Di..., allo scaglione di... caricato di due uccelli posati affrontati di..., e accompagnato da tre stelle a otto punte di..., 2.1; il tutto abbassato sotto il capo d'Angiò (citato in (16)) |
|        | Dini (Arezzo) D'oro, all'albero di pino sradicato al naturale, e alla banda attraversante d'azzurro (citato in (16)) banda di azzurro su - albero di pino sradicato al naturale su oro (citato in LEOM) |
|        | Dini (Colle) D'azzurro, alla banda d'oro caricata di tre crescenti d'argento rivolti nel senso della pezza, e accostata in punta da uno scorpione di nero; con il capo cucito d'Angiò (citato in (16)) |
|        | Dini (Colle di Val d'Elsa) 3 lune rivolte di argento in sbarra poste in banda su banda di oro su azzurro - lambello (4gocce) di rosso e 3 gigli di oro in alto a destra su azzurro - scorpione di nero in banda in basso a sinistra su azzurro (citato in LEOM) |
|        | Dini (Firenze, Radicondoli) 3 lune di argento su banda di oro su azzurro - lambello (4gocce) di rosso 3 gigli di oro in alto su azzurro - gambero di nero in banda in basso su azzurro (citato in LEOM) |
|        | Dini (Firenze) D'argento, all'albero sradicato al naturale (citato in (16)) alias D'argento, all'albero sradicato al naturale; con il capo di rosso, caricato del motto LIBERTA' in caratteri d'oro (citato in (16)) alias D'argento, all'albero sradicato al naturale; con il capo di rosso, caricato del motto LIBERTAS in caratteri d'oro (citato in (16)) Note: Nella blasonatura dello stemma dei Dini di Firenze, l'albero è un pino secondo quanto riportato in Bernardo Benvenuti, Stemmario Fiorentino, ristampa anastatica del manoscritto del sec. XVII, Orsini De Marzo editore. (DE) Unter 1 mit 1 goldenen Wort LIBERTAS belegten roten Schildhaupt in Silber 1 naturfarbener Laubbaum (citato in (23)) albero di quercia sradicato di verde su argento - scritta "LIBERTAS" posta in banda in lettere maiuscole di argento su rosso in capo (citato in LEOM) |
|        | Dini (Firenze) D'argento, alla testa di moro di nero, attortigliata di una benda del campo caricata di tre martelli di nero (citato in (16)) |
|        | Dini (Firenze) Partito d'oro e d'azzurro, al castello turrito di due pezzi attraversante dell'uno all'altro, accompagnato in capo da una stella a otto punte di..., attraversante sulla partizione (citato in (16)) |
|        | Dini (Siena) D'oro, al toro furioso di rosso, accostato da due ceppi di vite di verde alias Troncato: nel 1º ritroncato: a/ d'azzurro, alla croce latina di rosso posta in mezzo a due stelle a sei punte d'oro, b/ fasciato cucito di quattro pezzi d'oro e d'argento, al giglio bottonato attraversante di rosso; nel 2º di cielo, al bue al naturale, inghirlandato di verde, fermo sulla campagna semitroncata di rosso e di verde, e posto in mezzo a due monti di tre cime d'oro, moventi dalla campagna stessa e sostenenti quello di destra una civetta posata al naturale, e quello di sinistra un montone incoronato di fronde fermo dello stesso; e alla fascia diminuita, composta d'azzurro, d'argento e di rosso, passata sulla troncatura. alias Troncato: nel 1º ritroncato: a/ d'azzurro, alla croce latina di rosso posta in mezzo a due stelle a sei punte d'oro, b/ fasciato cucito di quattro pezzi d'oro e d'argento, al giglio bottonato attraversante di rosso; nel 2º di cielo, al bue al naturale, inghirlandato di verde, fermo sulla campagna semitroncata di rosso e di verde, e posto in mezzo a due monti di tre cime d'oro, moventi dalla campagna stessa e sostenenti quello di destra una civetta posata al naturale, e quello di sinistra un bue incoronato di fronde fermo dello stesso; e alla fascia diminuita, composta d'azzurro, d'argento e di rosso, passata sulla troncatura. alias Troncato: nel 1º ritroncato: a/ d'azzurro, alla croce latina di rosso posta in mezzo a due stelle a otto punte d'oro, b/ fasciato cucito di quattro pezzi d'oro e d'argento, al giglio bottonato attraversante di rosso; nel 2º di cielo, al bue al naturale, inghirlandato di verde, fermo sulla campagna semitroncata di rosso e di verde, e posto in mezzo a due monti di tre cime d'oro, moventi dalla campagna stessa e sostenenti quello di destra una civetta posata al naturale, e quello di sinistra un montone incoronato di fronde fermo dello stesso; e alla fascia diminuita, composta d'azzurro, d'argento e di rosso, passata sulla troncatura. alias Troncato: nel 1º ritroncato: a/ d'azzurro, alla croce latina di rosso posta in mezzo a due stelle a otto punte d'oro, b/ fasciato cucito di quattro pezzi d'oro e d'argento, al giglio bottonato attraversante di rosso; nel 2º di cielo, al bue al naturale, inghirlandato di verde, fermo sulla campagna semitroncata di rosso e di verde, e posto in mezzo a due monti di tre cime d'oro, moventi dalla campagna stessa e sostenenti quello di destra una civetta posata al naturale, e quello di sinistra un bue incoronato di fronde fermo dello stesso; e alla fascia diminuita, composta d'azzurro, d'argento e di rosso, passata sulla troncatura. (citato in (16)) |
|        | Dini (Messina) d'argento, all'albero sradicato di verde, con la lista di rosso, caricata dal motto LIBERTAS d'oro, intrecciata nei rami (citato in Mango) |
|        | Dini (Sicilia) diviso d'argento e di rosso, con un albero di verde broccante sul diviso, sormontato dal motto LIBERTAS a caratteri majuscoli romani di nero (citato in (27)) Notizie storiche in Famiglie nobili di Sicilia. |
|        | Dini (Cesena) (la blasonatura non è stata ancora caricata) (citato in BLCW) Immagine in Blasone Cesenate. |
|        | Dini Becchi (Siena) Di..., al monte di tre cime di..., sostenente un capro saliente di..., tenente nelle zampe anteriori un ferro di cavallo di... (citato in (16)) |
|        | Dini di Battista o Dini (Firenze) Troncato d'argento e di rosso, al cervo saliente dell'uno all'altro (citato in (16)) Spaccato d'argento e di rosso, al cervo rampante dell'uno nell'altro (citato in DAlena) alias Troncato d'argento e di rosso, al cervo saliente dell'uno all'altro; con il capo di Leone X (citato in (16)) (DE) Unter 1 goldenen Schildhaupt, darin 1 blaue mit 3 goldenen 2:1 gestellten Lilien belegte Scheibe zwischen den schwarzen Majuskelbuchstaben L und X (Capo di Leone X), in silber-rot geteiltem Feld 1 Hirsch in verwechselten Tinkturen (citato in (23)) |
|        | Di Niccola (Firenze) D'azzurro, al crescente montante d'oro sormontato da una stella a otto punte dello stesso, e al capo cucito d'Angiò (citato in (16)) |
|        | Di Niccoluccio (Siena) Di rosso, alla scala di quattro pioli posta in palo d'oro, accostata da due stelle a sei punte dello stesso (citato in (16)) |
|        | Di Nocera (Napoli) Titolo: principe di Salerno, conte di Nocera, signore di Melicuccà, Marciano, Balentino, Bracigliano, Siano, Scafati, patrizio di Napoli e Giovinazzo D'argento a due leoni di rosso affrontati e controrampanti ad un albero di noce al naturale (citato in RACA, vol. 24, p. 472.) |
|        | Di Noceto (Firenze) Troncato: nel 1° d'argento, all'albero sradicato al naturale; nel 2° di rosso, a tre pali d'argento (citato in (16)) |
|        | Di Nodari (Verona) bandato di nero e di argento (8 pezzi) - 3 stelle (6 raggi) di oro poste 1,2 su azzurro in capo (citato in LEOM) |
|        | D'Inquilont (Molise) (la blasonatura non è stata ancora caricata) (citato in DAlena) |
|        | Dinucci (Cesena) (la blasonatura non è stata ancora caricata) (citato in BLCW) Immagine in Blasone Cesenate. |
|        | Di Nuccio (Firenze) D'argento, a tre alberi (cipressi) al naturale, nodriti sul terreno dello stesso, sormontati da tre stelle a otto punte d'azzurro ordinate in capo (citato in (16)) |
|        | d'Inzillo (Calabria) D'azzurro, alla banda d'argento caricata da un rapace al naturale sostante sopra un ramo (citato in (41)) |
|        | Di Nus (Aosta) Titolo: baroni di Nus; signori di Rhins; consignori di Ceva, Lesegno, Roascio, Torricella Di rosso, a sei rose d'argento e sei gigli d'oro, ordinati 3, 3, 3, 3, in quattro fasce alternate di rose e di gigli alias Inquartato, di Nus e di Rhins alias Inquartato, di Nus e di Ceva (citato in (18)) |
|        | Di Nutino (Toscana) (DE) 1 mit silbernen Schildchen besätes blaues Feld (citato in (23)) |

### Dio
| Stemma | Casato e blasonatura |
| ------ | --- |
|        | Diodati (Pistoia) D'azzurro, al leone d'oro, lampassato di rosso, tenente una rotella d'argento, caricata dell'aquila dal volo abbassato di nero (citato in (16)) |
|        | Diodato (Venezia) (FR) De gueules, à la bande d'or. (citato in JB Rietstap (archiviato dall'url originale il 18 gennaio 2018).) |
|        | Diomidiedi (Firenze) D'azzurro, al leone rampante su un monte di tre cime uscente dal fianco destro dello scudo, e sormontato da un nastro sventolante posto in capo, il tutto d'oro (citato in (16)) |
|        | Diomidiedi (Toscana) (DE) In Blau 1 goldener Löwe, begleitet rechts von 1 linkshalben goldenen Sechsberg am rechten Schildrand und oben von 1 goldenen Spruchband (citato in (23)) |
|        | Dionisi (Verona) inquartato di rosso e di verde pieno, alla stella d'oro di 8 raggi posta sul tutto (citato in (2) – pag. 536 e in DAlena) |
|        | Dionisi (S. Egidio alla Vibrata (Teramo)) d'azzurro alla fascia di rosso orlata d'oro, accompagnata in capo da una cometa d'oro posta in fascia, e in punta da un monte di tre cime di verde, all'italiana e ristretto (citato in (4) – Vol. II pag. 615) |
|        | Dionisi Pimarta o Promarta (Verona) stella (5 raggi) di oro su croce di argento su inquartato di rosso e di verde (citato in LEOM) |
|        | Dionisi Piomarta (Brescia) Titoli: Marchese, Conte inquartato: di rosso e di verde alla stella (8) di oro in cuore Cimieri: 1º testa e collo di drago, di verde rivoltati; 2º testa e collo di aquila coronata di oro Sostegni: due draghi alati controrampanti (citato in (4) – Vol. II pag. 615) |
|        | Dionisio (Vercelli) Titolo: signori di Caresana D'argento, al leone di nero, armato di rosso alias D'argento, al leone trinciato di nero e di rosso Motto: Post tenebras spero lucem (citato in (18)) |
|        | Dionisio (Fossano) Titolo: consignori di Levaldigi, Lovensito e Moriondo Troncato di verde e d'argento Motto: Con el tempo (citato in (18)) |
|        | Dionisio (Torino) D'azzurro, alla banda d'argento, accompagnata in capo da una stella, in punta da un leoncino illeopardito, il tutto d'oro (citato in (18)) |
|        | Diotalevi d'azzurro, all'uomo nudo, con la destra alta, e la sinistra sul fianco, col capo cucito del campo, caricato di tre stelle (6) d'oro (citato in (5) – pag. 144) |
|        | Diotalevi (Cesena) (la blasonatura non è stata ancora caricata) (citato in BLCW) Immagine in Blasone Cesenate. |
|        | Diotallevi (Rimini) di rosso al putto di carnagione, la destra alzata, la sinistra appoggiata all'anca; col capo d'azzurro all'aquila di nero dal volo spiegato fra 3 stelle di sei raggi d'oro Cimiero: un tronco di quercia; ai due lati tre rami circondanti lo scudo, in alto sul tronco un elmo coronato d'oro sormontato da un'aquila di nero linguata di rosso (citato in (4) – Vol. II pag. 616) |
|        | Diotifeci (Firenze) Partito d'oro e di rosso, alla banda attraversante d'azzurro (citato in (16)) |
|        | Diotiguardi (Pisa) D'oro, a dodici palle di nero ordinate in tre bande, 4.5.3 alias D'oro, a dodici palle di nero ordinate in tre bande, 4.4.4 (citato in (16)) |
|        | Diotisalvi (Firenze) Di..., allo stelo sradicato di..., cimato da una pannocchia di... e attraversato da una speronella di... (citato in (16)) |

### Dip
| Stemma | Casato e blasonatura |
| ------ | --- |
|        | Di Palagio (Firenze) Di..., all'albero sradicato di... (citato in (16)) |
|        | Di Palma e Di Palma Castiglione (Messina) Titolo: nobile, nobile di Messina (d'oro) alla palma al naturale sradicata di verde fruttata (del campo) (citato in (19)) D'oro, alla palma al naturale sradicata di verde, fruttifera del campo (ramo di Monte S. Giuliano e,Marsala) (citato in (25)) alias spaccato, alla fascia in divisa d'oro, nel 1° d'azzurro pieno; nel 2° bandato d'oro e d'azzurro di sei pezzi (ramo di Messina) (citato in (25)) Notizie storiche in Famiglie nobili di Sicilia. |
|        | Di Palma e Di Palma Castiglione (Napoli, Sicilia) Titolo: marchese di Pietramelara, marchese di Montemalo, nobile di Messina, nobile Bandato d'oro e d'azzurro col capo del medesimo caricato da un ramo di palma al naturale (citato in DAlena e in (19)) alias Partito: nel 1° di rosso a due bande d'argento; nel 2° di rosso ad un ramo di palma al naturale, posto in sbarra; al capo di rosso caricato di una rosa d'argento (citato in DAlena e in (19)) alias bandato d'oro e d'azzurro col capo del secondo caricato di un ramo di palme di verde, accompagnato da due rose di rosso (citato in (23)) |
|        | Di Palma (Napoletano) bandato di oro e di azzurro, col capo di azzurro caricato da un ramo di palma di verde, accostato da due rose d'argento (citato in (32)) |
|        | Di Palma (Napoli, Messina) bandato di oro e di azzurro - albero di palma sradicato al naturale posto in sbarra su azzurro in capo (citato in LEOM) |
|        | Di Palma (Napoli, Messina) albero di palma al naturale nodrito su un monte di verde uscente dalla punta su argento (citato in LEOM) |
|        | Di Palma o Di Palma Castiglione (Messina) fascia di oro su troncato di azzurro e - bandato di oro e di azzurro (citato in LEOM) |
|        | Di Palma o Di Palma Castiglione (Messina) albero di palma di verde sradicato fruttato di oro su oro (citato in LEOM) |
|        | Di Palma o Di Palma Castiglione (Ginevra (Svizzera), Messina) bandato di oro e di azzurro - foglia di palma di verde posta in palo accompagnata da 2 rose di rosso su azzurro in capo (citato in LEOM) |
|        | Di Panigai (Pravisdomini, Oderzo, Treviso, Trieste, Pieve di Soligo, Udine) 3 spighe di panico in palo di oro fogliate di verde uscenti dalla troncatura reclinate verso sinistra su argento - scaccato di argento e di rosso (20pezzi) (citato in LEOM) |
|        | Di Panigai (Pravisdomini, Oderzo, Treviso, Trieste, Pieve di Soligo, Udine) 3 spighe di panico in palo di oro fogliate di verde uscenti dalla troncatura reclinate verso sinistra su argento - scaccato di argento e di nero (42pezzi) (citato in LEOM) |
|        | Di Paolo di Jacopo (Toscana) (DE) 1 Löwe (citato in (23)) |
|        | Dipauli (Torbole (Lago di Garda)) Titolo: Nobile di Montegarda troncato: a) d'oro al leone passante di nero, lampassato di rosso, e tenente con la zampa destra alzata una spada di acciaio, manicata d'oro; b) partito di roso alla mezza rosa d'argento, bottonata d'oro e spuntata di verde, uscente dalla partizione e d'azzurro al mezzo giglio di argento, uscente dalla partizione Cimiero: a destra il semivolo di rosso, carico di una rosa d'argento, bottonata d'oro e spuntata di verde, a sinistra il semivolo d'azzurro, carico di un giglio d'argento (citato in (4) – Vol. II pag. 616)        |
|        | Di Pauli (Caldaro) aquila di rosso coronata di oro aureolata da una corona di alloro di verde su argento le ali caricate da un trifoglio di oro - partigiana (particolare alabarda) e mazza d'arme incrociate al naturale su rosso (citato in LEOM) |
|        | Di Pauli von Treuheim (Caldaro (Bolzano)) Titolo: Nobile, Barone dell'Impero Austriaco |
|        | Di Penna (Abruzzo) (la blasonatura non è stata ancora caricata) (citato in DAlena) |
|        | Di Pescio (Molise) (la blasonatura non è stata ancora caricata) (citato in DAlena) |
|        | Di Pescolanciano (Molise) (la blasonatura non è stata ancora caricata) (citato in DAlena) |
|        | Di Pettorano (la blasonatura non è stata ancora caricata) (citato in DAlena) |
|        | Di Pietravalle (Molise) (la blasonatura non è stata ancora caricata) (citato in DAlena) |
|        | Di Pietro o Petro o Pitrù (Messina, Caltagirone, Vizzini) d'azzurro, al fascio d'oro (citato in Mango) |
|        | Di Pino (Pistoia) D'azzurro, all'albero di pino sradicato di verde, accompagnato in capo da un anello incastonato d'argento, e in punta da un crescente montante d'argento (citato in (16)) |
|        | Di Pirovano (Milano) Titolo: conti di Olengo D'azzurro, all'aquila d'argento, linguata di rosso (citato in (18)) |
|        | Di Pisa (Molise) (la blasonatura non è stata ancora caricata) (citato in DAlena) |
|        | Di Poggio (Lucca, Firenze, Fucecchio) di rosso, a 6 rose d'argento poste 3, 2, 1 (citato in (2) – pag. 234) Di rosso, a sei rose d'argento, 3.2.1 (citato in (16)) 6 rose di argento poste in piramide rovesciata (3,2,1) su rosso (citato in LEOM) (la blasonatura non è stata ancora caricata) (Immagine nella Raccolta stemmi Topoguz. |
|        | Di Poggio (Lucca) di rosso, a 6 rose d'argento poste 2, 2, 2 (Immagine nella Raccolta stemmi Trippini (JPG).) |
|        | Di Poggio (Firenze) (la blasonatura non è stata ancora caricata) (citato in DAlena) |
|        | Di Poggio Baldovinetti o Tolomei Gucci (Milano) 6 rose di argento poste in orlo su rosso - leone rampante di oro su rosso - aquila bicipite di nero coronata su ambo le teste di oro su oro in capo (sulla seconda partizione) (citato in LEOM) |
|        | Di Polcenigo o Fanna (Polcenigo, Venezia, Villabusaldi) giglio di oro su scudetto di argento su - inquartato di oro e di rosso - troncato di argento e di argento mantellato di nero in scaglione (citato in LEOM) |
|        | Di Porcia o Brugnera (Pordenone, Follina, Portogruaro) 6 gigli di oro posti in piramide rovesciata (3,2,1) su azzurro - oro pieno in capo (citato in LEOM) |
|        | d'Ippolito (Nicastro - Lamezia Terme) Partito: nel primo d'argento al castello di rosso; nel secondo d'argento all'aquila bicipite di nero avente in cuore uno scudetto d'argento (citato in (41)) |
|        | Di Prampero (Udine, Tavagnacco, San Martino al Tagliamento) partito di argento e di nero (citato in LEOM) |
|        | Di Primo (Pisa) Partito: nel 1° d'argento, a tre fasce di rosso; nel 2° d'oro, alla fascia d'azzurro (citato in (16)) |

### Diq
| Stemma | Casato e blasonatura |
| ------ | --- |
|        | Di Quart de la Porte de St. Ours (Aosta) Titolo: baroni di Brissogne; signori di Quart e Gignod, Rhins, Sarre; consignori di Aosta, Châtellargent D'argento, al castello di rosso, aperto del campo, con l'orso di nero, passante nella porta alias D'argento, alla porta di rosso, aperta del campo, con l'orso di nero, passante nell'apertura, legato alias (la blasonatura non è stata ancora caricata) (citato in (18)) |

### Dir
| Stemma | Casato e blasonatura |
| ------ | --- |
|        | Di Ragogna o Di Pinzano (Torre di Pordenone) 3 fasce di argento caricate ciascuna di 3 losanghe di rosso coricate e appuntate l'una all'altra tutto su rosso - trinciato di nero e di argento (citato in LEOM)                                            |
|        | Di Raiano (Abruzzo) (la blasonatura non è stata ancora caricata) (citato in DAlena) |
|        | Di Raifoso (Molise) (la blasonatura non è stata ancora caricata) (citato in DAlena) |
|        | Di Ranci Di rosso, all'arancia, fruttata e fogliata al naturale, con il capo d'oro, carico di un'aquila di nero, linguata di rosso (citato in (18)) |
|        | Di Reano (Rivalta, Reano, bassa Valsusa) Tiutolo: signori di Reano, Trana Di rosso, al ciclamoro d'argento (citato in (18)) |
|        | Di Ricaldone (Ottiglio, Casale) Titolo: nobili D'oro, al castello di nero, torricellato di tre, merlato alla ghibellina (citato in (18)) |
|        | Di Rivalta (Rivalta) Titolo: signori di Colpastore, Reano, Rivalta, Rivoli, Villar Almese Di rosso, al ciclamoro d'argento alias D'argento, alla banda controdoppiomerlata, di nero (citato in (18))                                                      |
|        | Di Rivello (Abruzzo) (la blasonatura non è stata ancora caricata) (citato in DAlena) |
|        | Di Rocca (Molise) (la blasonatura non è stata ancora caricata) (citato in DAlena) |
|        | Di Roffrido (Molise) (la blasonatura non è stata ancora caricata) (citato in DAlena) |
|        | Di Rolandi de Dertona Inquartato di rosso e d'argento, con il capo d'oro, carico di un'aquila di nero, linguata di rosso, coronata del campo, sostenuto da una fascia ristretta d'azzurro, carica di tre stelle a otto raggi, d'oro (citato in (18))      |
|        | Di Rossiaco (Molise) (la blasonatura non è stata ancora caricata) (citato in DAlena) |
|        | Di Rovasenda (Rovasenda, Torino, Verzuolo) leone rampante di oro su rosso - aquila coronata di nero su oro in capo (sulla prima partizione) - 3 corone marchionali di oro poste 2,1 su rosso (citato in LEOM)                                             |
|        | Di Rovero (Treviso) troncato di verde e di oro (citato in LEOM) |
|        | Di Rozzate o Rozzati (Cavaglio) Partito, al 1° d'oro, al tronco con i rami recisi, di verde, nutrito sulla campagna dello stesso, al 2° fasciato di rosso e d'argento, il tutto con il capo d'oro, carico di un'aquila coronata, di nero (citato in (18)) |

### Dis
| Stemma | Casato e blasonatura |
| ------ | --- |
|        | D'Isacar (Molise) (la blasonatura non è stata ancora caricata) (citato in DAlena) |
|        | Di Saluzzo (Torino) argento pieno - capo di azzurro (citato in LEOM) |
|        | Di Salvaterra (Firenze) Di cielo, al mare al naturale e al leone attraversante di rosso (citato in (16)) |
|        | Di Salvino di Lapo (Toscana) (DE) In Gold 1 schwebender blauer Sechsberg, oben begleitet von 1 silbernen Majuskelbuchstaben R (citato in (23)) |
|        | Di Sandro (Toscana) (DE) 1 bordierter gerauteter Balken, oben begleitet von 1 Lilie oder geteilt durch 1 bordierten gerauteten Balken, oben 1 Lilie (citato in (23)) |
|        | Di Sangro (Napoli) Titolo: barone: Bugnara, Casignano, Casoria, Itri, Locorotondo, Mottola, Oppido, San Giovanni in Fiore; conte dei Marsi, di Sangro, Brianza, Buccino, Rodiano; marchese di Santo Stefano di Itri, Castelnuovo, San Lucido, Genzano, Finale, Campo di Mele, Lenola, Monticelli, Torremaggiore, Sperlonga; duca di Vietri, Sangro, Casacalenda, Torremaggiore, Martina, Cagiano, Telese, Campolieto; principe di Viggiano, del S. R. I., Sansevero, Fondi, Castelfranco, Gesualdo, Striano, Palazzo S. Gervasio, Sangro, Chiusano D'oro a 3 bande d'azzurro (citato in DAlena e in (22)) Motto: Unicum militiae fulmen Notizie storiche in Nobili napoletani. |
|        | Di San Martino (Molise) (la blasonatura non è stata ancora caricata) (citato in DAlena) |
|        | Di San Miniato (Toscana) inquartato: nel 1º e 4º d'azzurro seminato di gigli d'oro; nel 2º e 3º d'oro, all'aquila dal volo abbassato d'azzurro (DE) Quadriert: Feld 1 und 4 in Blau bestreut mit goldenen Lilien, in Feld 2 und 3 in Gold 1 blauer Adler (citato in (23)) |
|        | Di San Miniato (Toscana) inquartato: nel 1º e 4º d'oro, all'aquila dal volo abbassato d'azzurro; nel 2º e 3º d'azzurro seminato di gigli d'oro, al lambello di quattro pendenti di rosso attraversante in capo (DE) Quadriert: In Feld 1 und 4 in Gold 1 blauer Adler, Feld 2 und 3 in Blau bestreut mit goldenen Lilien, diese überhöht von 1 vierlätzigen roten Turnierkragen (citato in (23)) |
|        | Di Sant'Agapito (Molise) Fasciato ondato innestato d'oro e d'azzurro alla fascia di rosso caricata di due leoni passanti affrontati d'oro (citato in DAlena) |
|        | Di Santa Giulia (Fossano) Titolo: signori di Santa Giulia Di rosso, alla banda di nero, profilata d'argento Motto: Le bon espoir (citato in (18)) |
|        | Di Santa Lucia (Molise) (la blasonatura non è stata ancora caricata) (citato in DAlena) |
|        | Di Santa Vittoria (Manzano) Titolo: signori di Santa Vittoria; consignori di Barbaresco, Cantogno, Carrù, Casalgrasso, Manzano, Tevoleta Troncato d'argento e di rosso (citato in (18)) |
|        | Di Santo Pietro (Pisa) Partito: nel 1° troncato d'oro e d'argento, all'aquila dal volo abbassato di nero nel primo e a tre palle di rosso, 2.1, nel secondo; nel 2° di nero, al leone d'argento alias Partito: nel 1° troncato d'oro e d'argento, all'aquila dal volo abbassato di nero nel primo e a tre palle di rosso, 2.1, nel secondo; nel 2° di nero, al leone d'oro (citato in (16)) |
|        | Di Sant'Ubaldo d'argento al pastorale d'oro uscente dalla punta con la fasci di rosso attraversante (citato in (4) – Vol. I pag. 481) |
|        | Di Sanza o Di Sanza d'Alena (San Pietro Avellana, Vasto) Inquartato: nel 1° e 4°: d'azzurro, alla colonna d'argento, cimata da un'aquila d'oro, armata di rosso, accompagnata in capo da cinque stelle di sei raggi d'argento male ordinate, sostenuta da due leoni controrampanti d'oro, armati e lampassati di rosso, il sinistro trafitto da cinque frecce (arme antica d'Alena); nel 2° e 3°: d'argento all'aquila spiegata d'azzurro, linguata di rosso, caricata di uno scudetto d'argento alla croce gigliata di rosso traforata del campo (citato in DAlena) |
|        | Di Sardagna (Mesiano di Trento, Milano) aquila di nero armata coronata e linguata di oro su oro - rupe uscente dalla punta attraversata in palo da una cascata tutto al naturale su rosso (citato in LEOM) |
|        | Di Sarno (Napoletano) d'azzurro, all'albero di palma di verde, sradicato di rosso, accostato da due leoni d'oro, coronati dello stesso (citato in (32)) |
|        | Di Savoys (la blasonatura non è stata ancora caricata) (citato in DAlena) |
|        | Di Sbrojavacca (Conegliano, Udine, Villotta di Chions) vacca rampante di oro su verde (citato in LEOM) |
|        | Di Scalea (Molise) (la blasonatura non è stata ancora caricata) (citato in DAlena) |
|        | Discalzo (Torino) Troncato, d'oro, all'aquila coronata, di nero, e d'argento, al castello di tre torri, d'azzurro Motto: Virtute et pace (citato in (18)) |
|        | Di Schonburg Waldenburg bandato di argento e di rosso (4 pezzi) (citato in LEOM) |
|        | Di Scolaio (Firenze) Di..., a tre crescenti montanti di..., 2.1, e alla bordura dentata di... (citato in (16)) |
|        | Di Segna (Firenze) Di..., alla rosa di..., sostenente una croce latina di... (citato in (16)) |
|        | Di Segnino (Toscana) d'azzurro, alla gemella in banda accompagnata da due stelle a otto punte, una in capo e una in punta, il tutto d'oro (DE) In Blau 1 goldener Zwillingsschrägbalken, begleitet von 2 achtstrahligen goldenen Sternen (citato in (23)) |
|        | D'Isengard (La Spezia, America) inquartato: nel 1º d'azzurro, all'aquila di oro; nel 2º d'oro, a due scaglioni di nero, il primo carico di tre, il secondo di due stelle di 6 raggi d'argento; nel 3º troncato: sopra d'oro, al c apro di nero, nascente da un cespuglio di verde, sotto di rosso alla sirena di due code al naturale, coronata d'oro; nel 4º di rosso alla fascia d'oro accompagnata da tre ferri di mulino d'argento. Sul tutto inquartato: a-d) d'oro al cuore di rosso coronato del campo trafitto in banda da una freccia di nero; b-c) d'argento alla rosa di rosso (citato in (4) – Vol. III pag. 692) cuore di rosso coronato di oro trafitto in banda da una freccia di nero su oro - rosa di rosso su argento tutto su scudetto su - aquila di oro su azzurro - 2 scaglioni di nero caricati da 3,2 stelle (6 raggi) di argento su oro - capro di nero in maestà uscente da un cespuglio al naturale su oro - sirena al naturale coronata di oro su mare al naturale su rosso - fascia di oro su rosso accompagnata da - 3 crocette di ferro poste 2,1 su rosso (citato in LEOM) Cimieri: due: a destra il cuore del campo trafitto; a sinistra l'aquila d'oro Sostegni: due leoni d'oro, linguati di rosso, con le code biforcate, rimiranti all'infuori |
|        | Di ser Alberto (Firenze) Di..., al castello turrito di un pezzo di..., e al capo di vaio (citato in (16)) |
|        | Di ser Albizzo (Toscana) (DE) In Blau 1 goldener Mannsdrache mit Adlerfügeln (citato in (23)) |
|        | Di Serego (Verona, Venezia, Roma) aquila coronata di nero su oro - 3 spade di oro poste in banda un sull'altra punte al basso su rosso - ala sinistra di oro su azzurro (citato in LEOM) |
|        | Di Serego (Verona) scala di argento a 5 pioli posta in palo su scudetto di rosso su - aquila bicipite di nero aureolata su ambo le teste di oro su oro - 3 spade poste in banda di argento un sull'altra accompagnate nel 2° quarto in alto a destra da una stella (6 raggi) di oro e nel 3° quarto in basso a sinistra (citato in LEOM) |
|        | Di Serego Alighieri (Verona, Venezia, Roma) fascia di argento su scudetto inquartato di oro e di nero su - aquila bicipite di nero aureolata su ambo le teste di oro su oro - 3 spade poste in banda di argento un sull'altra accompagnate nel 2° quarto in alto a destra da una stella (6 raggi) di oro e nel 3° quarto in basso a sinistra (citato in LEOM) |
|        | Di ser Filippo (Toscana) (DE) In Silber 1 roter Schrägbalken, der Figur nach belegt mit 3 grünen Kleeblättern und beidseitig der Figur nach begleitet von je 3 achtstrahligen goldenen Sternen (citato in (23)) |
|        | Di ser Giovanni (Firenze) D'azzurro, a tre pesci d'oro nuotanti in banda ordinati uno sull'altro (citato in (16)) |
|        | Di ser Iacomo (Siena) D'azzurro, allo scaglione d'argento accompagnato da tre gigli dello stesso, 2.1 (citato in (16)) |
|        | Di ser Lottino (Pistoia) Trinciato d'oro e d'azzurro, all'albero sradicato attraversante al naturale (citato in (16)) |
|        | Di ser Neruccio (Siena) D'azzurro, al palo doppiomerlato d'argento ritirato sotto il capo e cimato da un lambello a cinque pendenti dello stesso; il tutto sormontato da una stella a sei punte d'oro (citato in (16)) |
|        | D'Isernia (Napoli) D'oro al corvo fermo di nero (citato in DAlena) |
|        | Di ser Ricciardo (Firenze) Troncato: nel 1° di rosso, al corno da caccia d'argento, legato dello stesso; nel 2° palato di otto pezzi dei due smalti (citato in (16)) |
|        | Di ser Vanni (Firenze) D'azzurro, alla banda doppiomerlata d'oro, accompagnata da due gigli dello stesso, 1.1 (citato in (16)) (DE) In Blau 1 goldener Gegenzinnenschrägbalken, beidseitig begleitet von je 1 goldenen Lilie (citato in (23)) |
|        | Di ser Ventura (Pistoia) D'oro, alla gemella in banda ondata di rosso (citato in (16)) |
|        | Di ser Ventura (Pistoia) D'oro, alla gemella ondata in banda, di rosso (citato in (16)) |
|        | Di Sessano (Molise) (la blasonatura non è stata ancora caricata) (citato in DAlena) |
|        | Di Settimo (Canavese) Titolo: signori di Settimo Vittone D'argento, al capo di rosso, carico di una S di nero attraversante alias D'argento, al giglio di verde, con il capo di rosso, carico di tre gigli d'argento Motto: Bien sera (citato in (18)) |
|        | Di Settimo (Strambino) Titolo: consignori di Baio Dora Troncato, al 1° d'azzurro, a sette stelle d'oro, 4, 3; al 2° d'argento alla pianta di cedro, al naturale Motto: Virtute duce (citato in (18)) |
|        | Di Silva (Molise) D'argento al leone di rosso coronato d'oro (citato in DAlena) |
|        | Di Silvestro (Firenze) D'azzurro, a tre fiamme d'oro, 2.1 (citato in (16)) |
|        | Di Somma (Napoli, Roma, Benevento, Circello) Titolo: principe di Colle; duca di Miranda; marchese di Circello; conte di Bisaccia; barone di Miranda; patrizio Napoletano D'oro con due torri merlate d'azzurro piantate sopra alcune onde d'argento e d'azzurro (citato in DAlena) d'oro a due torri d'azzurro merlate, sorgenti del mare d'azzurro ondato d'argento (citato in (22)) alias d'oro a due torri di pietra al naturale, fondate nel mare d'azzurro ondato d'argento (citato in (19)) 2 torri di pietra al naturale merlate alla guelfa fondate su un mare di azzurro uscente dalla punta su oro (citato in LEOM) Motto: Famam extendere factis Notizie storiche in Nobili napoletani. |
|        | Di Sostegno (Gattinara) D'azzurro, alla banda ondulata di verde, rosso e argento, accompagnata da due stelle, d'oro, una per parte (citato in (18)) |
|        | Di Spigliato (Toscana) partito d'oro e d'azzurro, allo scaglione partito dell'uno all'altro; al capo d'argento caricato di due torte di rosso (DE) Unter 1 silbernen Schildhaupt, darin 2 rote Scheiben balkenweise, in gold-blau gespaltenem Feld 1 Sparren in verwechselten Tinkturen (citato in (23)) |
|        | Di Spilimbergo (Friuli) Titolo: signori di Calamandrana Di rosso, allo sperone d'argento, con le fibbie, rovesciato alias Trinciato, al 1° di rosso, al leone d'oro, coronato, armato e linguato di rosso, al 2° d'argento, a tre fasce nebulose, di rosso Motto: Antiqua fide (citato in (18)) |
|        | Di Spilimbergo (casa di Sopra) (Spilimbergo, Udine) leone rampante di oro coronato di rosso sul nero del trinciato di nero e di argento - 3 fasce controinnestate di rosso sull'argento (citato in LEOM) |
|        | Di Spilimbergo (casa di Sopra) (Spilimbergo, Udine) leone rampante di oro coronato di rosso sul nero del trinciato di nero e di argento - 3 fasce controinnestate di rosso sull'argento - aquila di rosso coronata di oro su argento - sperone di oro posto in palo su rosso - scopetta di oro posta in palo su rosso (citato in LEOM) |
|        | Di Spronasino (Molise) (la blasonatura non è stata ancora caricata) (citato in DAlena) |
|        | Di Sruffoldo (Toscana) (DE) In Rot 1 silberner Ziegenbock (citato in (23)) |
|        | Di Stefano (Firenze) D'argento, a tre fiamme di rosso, 2.1 (citato in (16)) |
|        | Di Stefano (Sicilia) Titolo: duca di S. Lorenzo D'azzurro al castello d'oro torricellato di due pezzi, aperto e finestrato del campo, sormontato da una cometa d'oro, il tutto dello stesso (citato in DAlena) d'azzurro, col castello d'oro, torricellato di due pezzi, aperto e fincstrato del campo sormontato da una cometa d'oro ondeggiante in palo (citato in Degli Abbati) Corona di duca Notizie storiche in Famiglie nobili di Sicilia. |
|        | Di Stefano (Molise) Troncato: nel 1° d'azzurro alla banda d'oro accantonata da due stelle di sei raggi d'oro; nel 2° d'argento al ponte murato al naturale di tre archi posto sulla pianura erbosa (citato in DAlena) |
|        | Di Stefano (Palermo) Titolo: barone di San Lorenzo, signore di San Giovanni d'azzurro al leone d'oro rampante ed appoggiato al tronco di una quercia al naturale piantata su un terreno di verde (citato in (19)) albero di quercia al naturale nodrito su ristretto di terreno dello stesso uscente dalla punta accompagnato da - leone rampante di oro tutto su azzurro (citato in LEOM) |
|        | Di Stipite (Molise) (la blasonatura non è stata ancora caricata) (citato in DAlena) |
|        | Di Strassoldo o Di Strasoldo (Friuli) fasciato di nero e di oro (citato in LEOM) |
|        | Di Sus (Napoletano) (la blasonatura non è stata ancora caricata) (citato in (22)) |

### Dit
| Stemma | Casato e blasonatura |
| ------ | --- |
|        | Di Tappia (Molise) Di rosso a 6 conchiglie d'oro, 2, 2, e 2; colla bordura dello stesso, caricata di 8 scudetti fasciati di rosso e d'oro (citato in DAlena) |
|        | Di Tarascona (Molise) (la blasonatura non è stata ancora caricata) (citato in DAlena) |
|        | Di Tarsia (Napoletano) (la blasonatura non è stata ancora caricata) (citato in (22)) |
|        | Di Thiene (Vicenza) giglio di oro su scudetto di azzurro bordato di oro su - aquila coronata di nero su oro - palo dentellato di argento su azzurro (citato in LEOM) |
|        | Dithmar di Schmidveiller (Firenze) d'azzurro, al montone saliente d'argento, tenente in palo una spada dello stesso, guarnita d'oro (citato in (8) e in (16)) |
|        | Di Tilio o Di Ottiglio (Monferrato) Titolo: consignori di Mondonio (arma iognota) (citato in (18)) |
|        | Di Tocco (Molise) D'argento a tre fasce increspate d'azzurro alias Bandato d'argento e d'azzurro alias Bandato d'oro e d'azzurro (citato in DAlena) |
|        | Di Tocco o Tocco Comneno (Napoli) Titolo: signori di Refrancore: barone di Montesarchio; conte di Cefalonia, Martina, Monopoli, Montemiletto, Zante; duca di Leucade; principe di Montemiletto D'argento, a quattro fasce d'azzurro, a spinapesce (citato in (18)) alias D'argento, a tre fasce d'azzurro, a spinapesce (citato in (18)) d'argento a tre fasce increspate d'azzurro (citato in (22)) (Immagine nella Raccolta stemmi Trippini (JPG).) Cimiero: un cavallo alato Motto: Utrique throno - Si qua fata sinant Notizie storiche in Nobili napoletani. |
|        | Di Tocco (Grumo, Rutigliano) Titolo: nobile d'argento a tre fasce increspate d'azzurro (citato in (29)) Cimiero: il pegaso Motto: Si qua fata sinunt |
|        | Di Toledo (Molise) Scaccato di 15 pezzi d'aregento e d'azzurro Cimiero: un angelo vestito d'armatura impugnante colla destra una spada nuda (citato in DAlena) |
|        | Di Toscana (Firenze) di rosso, a tre pali d'argento (presente nella Badia Fiorentina) |
|        | Di Transo (Napoli) Titolo: conte di Avellino, Gaeta; marchese sul cognome; duca di Corigliano d'oro al leone di verde linguato di rosso (citato in (22)) Notizie storiche in Nobili napoletani. |
|        | Di Trento (Dolegnano) colomba della pace sorante di argento sulla cima più alta di 3 monti al naturale uscenti dalla punta su rosso - argento pieno in capo (citato in LEOM) |
|        | Di Tricarico (Napoletano) (la blasonatura non è stata ancora caricata) (citato in (22)) |
|        | Di Trogisio o De Troyes (la blasonatura non è stata ancora caricata) (citato in DAlena) |
|        | Di Tucciaco (Molise) (la blasonatura non è stata ancora caricata) (citato in DAlena) |
|        | Di Tuccio (Firenze) Trinciato di... e di..., alla fascia attraversante di... (citato in (16)) |
|        | Di Tura (Firenze) Losangato d'argento e di rosso (citato in (16)) (DE) Silber-rot gerautetes Feld (citato in (23)) |
|        | Di Tura di Tolomeo (Siena) Di..., alla banda doppiomerlata di... (citato in (16)) |

### Diu
| Stemma | Casato e blasonatura |
| ------ | --- |
|        | Diumerò (Reggio Emilia) 5 losanghe di oro su fascia convessa di rosso su azzurro - globo di oro fasciato e crociato dello stesso poggiante sulla fascia su azzurro - 3 monti ristretti di argento uscenti dalla punta su azzurro (citato in LEOM) |

### Div
| Stemma | Casato e blasonatura |
| ------ | --- |
|        | Di Valenza Visconti o Valenza di Settimo o Valenza di Lazzarone (Valenza, Casale, Occimiano, Pomaro) Titolo: signori di Castruzzone, Lazzarone, Settime, Villadeati D'oro, al biscione di verde, ondeggiante in palo e ingoiante a metà un putto ignudo, di carnagione, posto in maestà e movente in fascia, con le braccia aperte (citato in (18))                          |
|        | Di Valesa o De Valaise Titolo: conti di Martiniana, Montalto, Montjovet; baroni di Perloz, Valesa; signori di Apremont, Arnaz; consignori di Baio, Bairo, Castruzzone, Gressoney, Settimo Vittone Fasciato di rosso e d'argento, la prima fascia d'argento carica di una crocetta patente, accostata da due stelle, il tutto del primo Motto: Festina lente (citato in (18)) |
|        | Di Valvasone (Valvasone) leone rampante di rosso coronato di oro su argento (citato in LEOM) |
|        | Di Valvasone (Valvasone) fascia di rosso su scudetto di argento su - leone rampante di rosso coronato di oro su argento - su lupo rampante di nero su argento - leone rampante tagliato di rosso e di argento su tagliato di argento e di rosso (citato in LEOM) |
|        | Di Vanni (Firenze) Troncato di... e di..., al leone dell'uno all'altro, accompagnato in capo da tre gigli di... ordinati fra i quattro pendenti di un lambello di... (citato in (16)) |
|        | Di Vanni (Siena) Di..., alla ruota a quattro raggi di..., accompagnata da tre rose di..., 2.1 (citato in (16)) |
|        | Di Varigliè (Asti) Titolo: signori di Varigliè Fasciato d'oro e di nero (citato in (18)) |
|        | Di Varmo di Sopra (Mortegliano) bandato di argento e di azzurro - troncato fallito verso il capo e ritroncato di rosso e di argento (troncato scalinato di 2 gradini di rosso e di argento) (citato in LEOM) |
|        | Di Varmo di Sotto (Udine) bandato di argento e azzurro (citato in LEOM) |
|        | Di Vasto (Molise) (la blasonatura non è stata ancora caricata) (citato in DAlena) |
|        | Di Velo (Velo d'Astico, Vicenza, Venezia) di rosso, alla vela triangolare d'argento gonfiata, attaccata ad una antenna d'oro (citato in (2) – pag. 574 e in DAlena) vela triangolare di argento in palo appesa ad una asta di oro posta in banda su rosso (citato in LEOM)                                                                                                   |
|        | Di Ventura (Firenze) Di..., alla stella a otto punte di...; mantellato di..., caricato di due gigli di... (citato in (16)) |
|        | Diversi (Lucca) Fasciato di sei pezzi di rosso e d'argento alias Fasciato di sei pezzi d'argento e di rosso (citato in (16)) |
|        | Di Villers (la blasonatura non è stata ancora caricata) (citato in DAlena) |
|        | Di Vincenzo (Trapani) d'oro, al monte di tre cime di rosso, movente da un terreno di verde (citato in Mango) |
|        | Di Viry (Torino) palato di azzurro e di argento (citato in LEOM) |

### Do-Dom
| Stemma | Casato e blasonatura |
| ------ | --- |
|        | Dobizo (Venezia) (FR) D'argent, à trois bandes bretessées d'or. (citato in JB Rietstap (archiviato dall'url originale il 1º ottobre 2020).) |
|        | Docci (Siena) Di rosso, al leone d'oro, tenente in palo una clava (o una foglia, o una penna) dello stesso alias D'azzurro, al leone d'oro, tenente in palo una clava (o una foglia, o una penna) dello stesso (citato in (16)) alias D'azzurro, al leone d'oro, tenente con le zampe anteriori una penna da scrivere dello stesso (citato in (43 Tav. 107, pag. 254)) |
|        | Doce (Molise) Spaccato: nel 1° di rosso, ad un lambello di tre pendenti d'oro; nel 2° d'azzurro, a tre bande d'oro (citato in DAlena) |
|        | Dodici di oro a tre monti con un palmizio nodrito nella vetta di quello a sinistra, il tutto al naturale; colla fascia di rosso; carica di tre stelle (6) d'argento, attraversante (citato in (4) – Vol. II pag. 617) |
|        | Dodici Schizzi Cesi (Cremona) Titolo: Conte di Salizzole partito: a) di Dodici, che è: di oro a tre monti con un palmizio nodrito nella vetta di quello a sinistra, il tutto al naturale; colla fascia di rosso; carica di tre stelle (6) d'argento, attraversante; b) di Schizzi che è: troncato: sopra d'oro all'aquila di nero bicipite; sotto triangolato di rosso e d'argento di cinque file (citato in (4) – Vol. II pag. 617)                                                |
|        | Dodolo (Chieri, Casale) Titolo: consignori di Brusasco D'argento al capo di rosso, carico di tre conchiglie d'oro ordinate in fascia (citato in (18)) |
|        | Doffi (Firenze) D'azzurro, a sei conchiglie d'oro, 3.2.1 alias D'azzurro, a sei conchiglie d'argento, 3.2.1 alias D'azzurro, a dieci conchiglie d'oro, 2.3.2.3 (citato in (16)) |
|        | Dogi (Firenze) D'azzurro, alla fascia di rosso (citato in (16)) |
|        | Dogliani (Cherasco) Troncato, al 1° d'argento, alla croce biforcata di rosso, con due ali d'argento uscenti dagli angoli superiori, al 2° e 3° d'azzurro, a due anatre (?) d'argento, piotate e linguate di rosso, affrontate, con i due colli decussati (citato in (18)) |
|        | Doglio o Dogli (Rivoli) Titolo: signori di Villarfocchiardo; consignori di Torre Uzzone D'azzurro, a tre crescenti d'argento ordinati in fascia, con il capo d'oro, carico di un'aquila coronata, di nero (citato in (18)) |
|        | Doglio (Mondovì) Di rosso, allo scaglione, accompagnato da tre dogli, il tutto d'oro (citato in (18)) |
|        | Doglioli (Alessandria) D'azzurro, al doglio d'oro, sormontato da un'aquila, di nero (citato in (18)) |
|        | Doglioni (Belluno) Titolo: Nobile di rosso alla banda d'argento Cimiero: il volo di argento posto di tre quarti (citato in (4) – Vol. II pag. 617) |
|        | Dohler (Lucca) D'argento, a tre corvi volanti di nero, 2.1 (citato in (16)) |
|        | Dolce (Venezia) (FR) Coupé d'azur sur or, à un renard (dolce) rampant de l'un en l'autre. (citato in JB Rietstap (archiviato dall'url originale il 1º ottobre 2020).) |
|        | Dolcetti (Pistoia) Inquartato d'oro e di rosso, alla croce attraversante d'argento (citato in (16)) |
|        | Dolci (Gubbio, Orvieto, Bucarest) di rosso al capriolo d'oro con tre gigli d'oro due in capo ed uno in punta (citato in (4) – Vol. II pag. 618) |
|        | Dolci (Firenze) D'azzurro, all'albero al naturale nodrito su un monte di sei cime d'oro (citato in (16)) (DE) In Blau 1 schwebender goldener Sechsberg, oben besetzt mit 1 naturfarbenen Laubbaum (citato in (23)) alias D'azzurro, all'albero al naturale nodrito su un monte di sei cime d'argento (citato in (16)) (DE) In Blau 1 schwebender silberner Sechsberg, oben besetzt mit 1 naturfarbenen Laubbaum (citato in (23))                                                    |
|        | Dolci (Napoli) troncato: nel 1º di rosso al lambello di tre pendenti d'oro posto in capo; nel 2º d'azzurro,a tre bande d'oro (Immagine nella Raccolta stemmi Trippini (JPG).) |
|        | Dolciati (Firenze) D'azzurro, alla fascia di rosso, accompagnata in capo da due stelle a otto punte d'oro, e in punta da una conchiglia d'argento alias D'azzurro, alla fascia di rosso, accompagnata in capo da due stelle a otto punte d'oro, e in punta da una conchiglia rovesciata d'argento (citato in (16)) |
|        | Dolcini (Catanzaro) D'azzurro a tre corone d'oro bene ordinate (citato in DAlena e in BLCL) |
|        | Dolcini (Cesena) (la blasonatura non è stata ancora caricata) (citato in BLCW) Immagine in Blasone Cesenate. |
|        | Dolfi (Bologna) d'oro, alla croce di Sant'Andrea abbassata d'azzurro, caricata di nove stelle (6) del campo, accantonata nel 1º cantone da un sole del campo, e sormontata da tre bande scorciate pure d'azzurro, uscenti dal capo, ognuna caricata di una stella (6) pure d'oro (citato in (9) – pag. 276) |
|        | Dolfi (Firenze) Partito: nel 1º d'oro, all'aquila dal volo abbassato di nero, uscente dalla partizione; nel 2º fasciato d'oro e di rosso (citato in (16)) |
|        | Dolfin (Venezia, Padova, Bassano, Firenze) Titoli: N.U.N.D., Patrizio veneto, Conte d'azzurro, a tre delfini d'oro l'uno sull'altro Cimiero: il corno dogale (citato in (3), in (4) - Vol. II pag. 619 e in DAlena) |
|        | Dolfin (Milano, Arsiero, Belluno) Titolo: Nobile d'azzurro a tre delfini d'oro posti l'uno sull'altro, accompagnati in capo a destra da una crocetta d'argento (citato in (4) – Vol. II pag. 619) (la blasonatura non è stata ancora caricata) (citato in Araldica gentilizia (archiviato dall'url originale il 6 novembre 2005).) |
|        | Dolfin (Venezia) di rosso, a tre delfini d'oro posti in fascia l'uno sull'altro. (citato in (2) – pag. 226 e in (5) - pag. 46) (Immagine nella Raccolta stemmi Trippini (JPG).) Cimiero: il corno dogale |
|        | Domenech (Sicilia) di rosso, alla torre d'argento, aperta e finestrata del campo, cimata da un braccio armato, tenente in banda un'asta di lancia spezzata; la lancia nel canton destro della punta; il tutto al naturale (citato in Mango) di rosso, con un castello d'argento, ed un braccio armato sporgente dalla sommità, impugnante un'asta di lancia spezzata posta in banda nel cartone destro della punta (citato in (27)) Notizie storiche in Famiglie nobili di Sicilia. |
|        | Domenicali (Romagna) D'oro alla banda di rosso accompagnata da due branche d'azzurro Citato nel "Blasonario Cirri", manoscritto conservato presso la Biblioteca Nazionale Centrale di Firenze. |
|        | Domenichi (Firenze) Di nero, al crescente montante d'argento e alla bordura d'oro (citato in (16)) (DE) Innerhalb 1 goldenen Schildbords in Schwarz 1 liegender silberner Halbmond (citato in (23)) |
|        | Domenichi (Firenze) D'oro, alla fascia di nero, caricata di tre rose del campo alias D'argento, alla banda di rosso, caricata di tre rose del campo alias Inquartato decussato d'argento e d'azzurro, i due quarti del secondo caricati di una conchiglia del primo (citato in (16)) |
|        | Domenichi (Pistoia) Di rosso, alla banda d'argento caricata di un filetto ondato d'azzurro (citato in (16)) |
|        | Domenico (Molise) (la blasonatura non è stata ancora caricata) (citato in DAlena) |
|        | Domenico o Domenico da Figlione (Toscana) (DE) In Silber 1 roter Balken, begleitet oben von 2, unten von 1 roten Rose (citato in (23)) |
|        | Domingo (Mazara del Vallo, Catania) Titolo: barone di Fragiovanni, Salina d'azzurro, al castello di tre torri, d'argento, sostenuto dalla campagna di verde, con un leoncino d'oro, sostenuto dalla campagna ed attraversante sulla porta del castello (citato in (4) – Vol. II pag. 620, in (19), in Mango e in (27)) Notizie storiche in Famiglie nobili di Sicilia. |
|        | Domingo (Sicilia) di rosso, al braccio destro armato d'argento, impugnante in sbarra una torcia del medesimo, fiammeggiante di rosso, accendente un rogo al naturale sopra un terrazzo dello stesso (citato in Mango) |
|        | Domini (Milano, Trieste) Titoli: Nobile, Conte della Meduna partito: a) di azzurro al semivolo d'oro; b) di rosso al liocorno rampante d'argento, con la coda alzata Cimieri: 1º il liocorno dello scudo rivoltato; 2º tre penne di struzzo una di rosso fra due di azzurro; 3º il semivolo dello scudo (citato in (4) – Vol. II pag. 620) |
|        | Dominici (Bricherasio) Titolo: conti di Almaforte Tagliato d'argento e d'azzurro, al leone dell'uno nell'altro, linguato, immaschito e armato di rosso, impugnante una spada di rosso, guarnita d'oro, posta in sbarra (citato in (18)) |
|        | Dominici (Sicilia) d'azzurro, alla torre d'oro, aperta e finestrata del campo piantata sulla pianura erbosa al naturale e cimata da un albero dello stesso (citato in Mango) d'azzurro, con una torre d'oro merlata di tre ordini nella di cui cima sorge un albero di pino verde (citato in (27)) Elmo di nobile Notizie storiche in Famiglie nobili di Sicilia. |
|        | Dominici o Dominici Laurentius (Toscana) (DE) 2 liegende Halbmonde, 1 achtstrahliger Stern und 1 liegender Halbmond, 2:1:1 gestellt (citato in (23)) |
|        | Dominici (Todi) palla di oro su picco dello stesso uscente dalla punta su azzurro - giglio di oro in alto su azzurro (citato in LEOM) |
|        | Dominici (Cesena) (la blasonatura non è stata ancora caricata) (citato in BLCW) Immagine in Blasone Cesenate. |
|        | Dominici (Cesena) (la blasonatura non è stata ancora caricata) (citato in BLCW) Immagine in Blasone Cesenate. |
|        | Domolei (Pisa) Di rosso, al leone d'argento alias Di rosso, al leone leopardito d'argento (citato in (16)) |

### Don
| Stemma | Casato e blasonatura |
| ------ | --- |
|        | Donà d'oro a due fasce d'azzurro (citato in (4) – Vol. III pag. 575) |
|        | Donà (Venezia) Titoli: N.U.N.D., Patrizio veneto troncato: al 1º d'argento; al 2º fasciato d'azzurro e d'oro di quattro pezzi (citato in (4) – Vol. II pag. 621) |
|        | Donà dalle Rose (Venezia) Titoli: N.U.N.D., Patrizio veneto, Conte dell'I. A. d'azzurro al leone d'oro coronato dello stesso armato e lampassato di rosso caricato di uno scudo d'argento a 2 fasce di rosso, sormontate da tre rose dello stesso, col capo dell'impero (d'oro all'aquila bicipite di nero imbeccata e membrata d'oro) Cimieri: 1º il leone del campo, rivoltato, con lo scudetto appeso al collo; 2º l'aquila bicipite; 3º il corno ducale d'oro (citato in (4) – Vol. II pag. 621)                                                                                |
|        | Donadei (Abruzzo) D'azzurro alla stella caudata d'oro (citato in DAlena) |
|        | Donadei e Donadio (Dronero) Titolo: conti di S. Marcello; visconti di Demonte; signori di Sala Troncato, al 1º d'azzurro, alla colomba al naturale volante, al 2º di rosso, all'olivo al naturale (citato in (18)) colomba al naturale in volo su azzurro - albero di olivo sradicato al naturale su rosso (citato in LEOM) alias D'oro, all'olivo, al naturale, con il capo d'azzurro, carico di una colomba d'argento Motto: Donante Deo - (Pax) donum Dei (citato in (18)) |
|        | Donadio (Dronero, Acceglio) Titolo: conte; visconte di Demonte un albero di olivo verde fruttato al naturale in campo d'oro; ed il capo di azzurro con una colomba d'argento (citato in (26)) Cimiero: un mazzo di spighe d'oro Motto: Donum Dei |
|        | Donaggio (Chioggia) (la blasonatura non è stata ancora caricata) (citato in Araldica gentilizia (archiviato dall'url originale il 6 novembre 2005).) |
|        | Donati o Donato (Firenze, Sicilia) Troncato di rosso e d'argento (citato in (16) e in (27)) (DE) Rot-silber geteilt (citato in (23)) Notizie storiche in Famiglie nobili di Sicilia. |
|        | Donati (Firenze) Trinciato di rosso e d'argento, al leone attraversante d'oro, tenente in palo una spada del secondo (citato in (16)) |
|        | Donati (Firenze) Inquartato decussato d'argento e di rosso, i quarti del primo caricati di una stella a otto punte del secondo (citato in (16)) |
|        | Donati (Firenze) D'argento, a due fasce di rosso, abbassate sotto tre rose dello stesso, ordinate in capo alias Fasciato di quattro pezzi di rosso e d'argento, al capo del secondo, caricato di tre rose del primo (citato in (16)) |
|        | Donati (Toscana) (DE) In Silber 2 rote Balken, in der Schildhauptstelle begleitet von 3 roten Rosen balkenweise (citato in (23)) |
|        | Donati (Lucca) Partito: nel 1º di verde, a due scaglioni di rosso; nel 2º d'argento, alla sbarra alzata d'azzurro, caricata di tre rose di rosso, accompagnata in punta da una montagna al naturale uscente dalla punta stessa e sormontata da un'aquila dal volo abbassato di nero alias Partito: nel 1º di verde, a due scaglioni di rosso; nel 2º d'argento, alla sbarra alzata d'azzurro, caricata di tre rose di rosso, accompagnata in punta da una montagna al naturale uscente dalla punta stessa e sormontata da un'aquila dal volo abbassato al naturale (citato in (16)) |
|        | Donati (Pistoia) Partito: nel 1º d'azzurro pieno; nel 2º palato di sei pezzi d'oro e di rosso (citato in (16)) |
|        | Donati (Siena) D'azzurro, al monte di sei cime d'argento e alla banda attraversante d'oro (citato in (16)) |
|        | Donati (Cosenza) Troncato: il 1° di rosso al leone illeopardito d'oro; nel 2° d'argento a 3 bande di nero (citato in DAlena e in BLCL) |
|        | Donati (Cosenza) Troncato: il 1° di nero al leone illeopardito d'oro; il 2° bandato d'argento e di rosso (citato in DAlena e in BLCL) |
|        | Donati Titolo: consignori di Lesegno, Roasio, Torricella Interzato in fascia, al 1° d'argento, alla croce di rosso (scorciata?), accompagnata da due bisanti d'azzurro (o di verde?), al 2° di verde, alla fascia scorciata d'argento, carica di un ramo di palma, al naturale, al 3° di rosso (citato in (18)) |
|        | Donati o Donato (Mantova) Titolo: conti di Ponzano Troncato, al 1° di rosso, al leone coronato, d'argento, il 2° d'argento pieno (citato in (18)) |
|        | Donati (Val Brembana) Interzato in fascia; nel 1° d'oro all'aquila di nero, nel 2° d'argento alla croce piena di rosso, nel 3° di rosso alla palma di verde posta in fascia - Oppure: Spaccato, nel 1° d'argento alla croce patente di rosso; nel 2° di rosso ad una palma di verde posta in fascia (citato in Stemmi della Val Brembana (archiviato dall'url originale il 6 gennaio 2013).) |
|        | Donati (Toscana) (DE) Schwarz-silber spitzenförmig schräggeteilt und überdeckt von 1 blauen Schrägbalken (citato in (23)) |
|        | Donati o Donato (Sicilia) d'argento, a due fasce abbassate di rosso, sormontate da tre rose dello stesso, ordinate nel capo alias (d'azzurro, a tre sbarre d'oro accompagnate da tre rose dello stesso ordinate in banda, al di sotto di ciascuna sbarra) (citato in Mango) |
|        | Donati Firmini (Arezzo) D'azzurro, al monte di sei cime di rosso, accompagnato in capo da una ruota d'oro e accostato da due stelle a sei punte dello stesso alias D'azzurro, al monte di sei cime di rosso, accompagnato in capo da una ruota d'oro e accostato da due stelle a otto punte dello stesso (citato in (16)) |
|        | Donati Saminiati (Lucca) Partito: nel 1º bandato di otto pezzi d'argento e di verde, al palo attraversante di rosso; nel 2º d'argento, a due scaglioni di rosso (citato in (16)) |
|        | Donatini (Firenze) Di..., all'albero sradicato di... (citato in (16)) |
|        | Donato (Messina, Reggio Calabria) Titolo: barone di Migliardo, nobile dei baroni, nobili di Reggio Calabria d'azzurro inquartato 1° a tre rosse di rosso gambute, 2° al destrochero armato d'oro tenente in mano uno stendardo dello stesso, 3° a tre fasce d'azzurro e d'oro, 4° d'azzurro di tre spighe di grano d'oro legate a fascio alias d'argento a due fasce di rosso sormontare da tre rose dello stesso (citato in (19)) |
|        | Donato (Messina) filetto in croce di argento su azzurro - 3 rose stelate e fogliate di verde su azzurro - braccio destro armato uscente da sinistra afferrante con la mano di carnagione uno stendardo in banda di oro su azzurro - 3 fasce di oro su azzurro - 3 spighe di grano legate di oro su azzurro (citato in LEOM) |
|        | Donato (Sant'Agata de' Goti) Titolo: barone di Migliardo d'argento a due fasce abbassate di rosso sormontate da tre rose dello stesso, ordinate nel capo (citato in (22) e in (27)) Notizie storiche in Famiglie nobili di Sicilia. Ultgeriori notizie storiche in Nobili napoletani. |
|        | Donato (Messina) 2 fasce di rosso abbassate su argento - 3 rose di rosso poste in fascia in alto su argento (citato in LEOM) |
|        | Donaudi (Torino) Titolo: conte di Valle San Niccolò; consignore di Castelcebro, Cavallerleone D'azzurro, alla torre d'oro, merlata di cinque pezzi (citato in (18) e in (26)) Motto: Fortis sublimia speret - Fortis fortuna speret |
|        | Donaudi (Torino) Titolo: conti di Mallere; consignori di Courmayeur D'azzurro, alla torre d'argento (citato in (18)) |
|        | D'Oncieux o D'Oncieux de la Batie o D'Oncieux de Chaffardon (Torino) 3 scaglioni di rosso su oro (citato in LEOM) |
|        | Dondassi (Pisa) Troncato ondato: nel 1º di rosso, alla croce di Pisa d'argento; nel 2º di nero, al cane rampante d'argento alias Troncato ondato: nel 1º di rosso, alla croce di Pisa d'argento; nel 2º d'oro, al cane rampante d'argento (citato in (16)) |
|        | D'Ondes (Palermo, Genova) Titolo: barone di S. Ludovina, Rampigallo, Ponte di Sciacca, Godrano, Nadore; marchese di Roccaforte: duca dell'Isola; nobile dei duchi d'oro a tre bande d'azzurro Motto: Certa pro iustitia (citato in (19)) alias d'argento a tre bande ondate d'azzurro (citato in (27)) 3 bande ondate di azzurro su oro (citato in LEOM) Notizie storiche in Famiglie nobili di Sicilia. |
|        | D'Ondes (Sicilia) d'oro, a tre bande ondate d'azzurro (citato in Mango) |
|        | Dondi (Cesena) (la blasonatura non è stata ancora caricata) (citato in BLCW) Immagine in Blasone Cesenate. |
|        | Dondi (Venezia) (FR) D'argent, à la bande bretessée de gueules (citato in JB Rietstap (archiviato dall'url originale il 1º ottobre 2020).) |
|        | Dondi dall'Orologio (Padova) Titolo: marchesi D'argento, alla banda doppiomerlata, d'azzurro (citato in (18)) |
|        | Dondini e Dondini Ghiselli (Cento, Bologna) d'azzurro a tre rami di salvia al naturale nodriti da una pianura erbosa; col capo d'Angiò (citato in (4) – Vol. II pag. 622) |
|        | Dondi Orologio (Padova, Pioppe di Salvaro (Bologna)) Titoli: N.U.N.D., Patrizio veneto, Nobile d'argento alla banda d'azzurro doppio merlata (citato in (4) – Vol. II pag. 623) |
|        | Dondi Orologio (Padova) Titolo: Nobile d'argento alla banda d'azzurro doppio merlata (citato in (4) – Vol. II pag. 623) |
|        | Dondolo (Venezia) (FR) D'argent, au chef de gueules. (citato in JB Rietstap (archiviato dall'url originale il 1º ottobre 2020).) |
|        | Dondori (Pistoia, Firenze) Di rosso, alla banda d'oro, caricata di tre campane al naturale, poste nel senso della pezza (citato in (16)) (DE) In Rot 1 goldener Schrägbalken, der Figur nach belegt mit 3 naturfarbenen Glocken (citato in (23)) |
|        | Donelli (Milano) fasciato d'argento e di roso ad un ramoscello di verde, fogliato e sradicato, attraversante sul tutto (citato in (4) – Vol. II pag. 623) |
|        | Donelli Berti (Reggio Emilia) donna in maestà vestita di verde su terrazzo dello stesso afferrante con la mano destra di carnagione foglia di palma di verde attraversata nella metà inferiore da 3 fasce convesse in divisa di rosso tutto su azzurro (citato in LEOM) |
|        | Donesmondi (Mantova, Pizzighettone) Titolo: conti di Odalengo Piccolo Di rosso, alla banda d'azzurro, cucita, carica di tre stelle (8) d'oro, e accompagnata da due rose d'argento (citato in (18)) 3 stelle (8 raggi) di oro su banda di azzurro su rosso - 2 rose di argento poste in sbarra su rosso (citato in LEOM) alias Di rosso, alla banda d'azzurro, cucita, carica di tre stelle (8), e accompagnata da due rose, il tutto d'oro (citato in (18)) alias Inquartato di Donesmondi e di Gorni (citato in (18))                                                             |
|        | Donesmondi (Cremona) Titolo: conti di rosso, alla banda d'azzurro caricata di tre stelle di otto raggi d'oro e accompagnata da due rose d'argento, una in capo e una in punta (citato in BLCR) Immagine in Blasonario Cremonese (archiviato dall'url originale il 1º maggio 2017). |
|        | Donghi o Dongo (Genova) d'oro all'aquila al volo spiegato di nero, coronata d'oro, alla banda d'argento, attraversante sul tutto (citato in (4) – Vol. II pag. 624) banda di argento su aquila di nero su azzurro (citato in LEOM) |
|        | Donghi (Ovada) D'azzurro, all'aquila col volo abbassato di nero, coronata d'oro, caricata sul petto da una sbarra d'argento (citato in (31)) |
|        | D'Ongran Troncato: al 1° d'azzurro al mastio d'argento, fortificato di due torri merlate con un crescente montante dello stesso nel punto del capo; al 2° di rosso alla stella d'argento accostata da due fiordalisi d'oro, colla fascia indivisa d'oro attraversante sulla partizione (citato in DAlena) |
|        | Doni o Doni Tomasi (Firenze) Di..., allo scaglione di..., accompagnato da tre teste di leopardo di..., 2.1 (citato in (16)) (DE) 1 erniedrigter Sparren, allseitig begleitet von je 1 abgerissenen Löwenkopf von vorn (citato in (23)) |
|        | Doni (Firenze) Partito: nel 1º fasciato d'argento e di rosso; nel 2º d'azzurro, alla stella a otto punte d'oro (citato in (16)) |
|        | Doni (Firenze) D'azzurro, al leone d'oro, e alla banda attraversante di rosso, caricata di tre crescenti d'argento, volti nel senso della pezza (citato in (16)) 3 lune di argento su banda di rosso su - leone rampante di oro su azzurro (citato in LEOM) |
|        | Doni (Firenze) D'azzurro, alla banda d'argento caricata di una stella a otto punte di rosso (citato in (16)) |
|        | Doni (Pistoia) D'azzurro, alla banda d'oro caricata di tre palle di rosso, la centrale sovraccaricata di un'aquila dal volo abbassato d'argento alias D'azzurro, alla banda d'oro caricata di tre torte di rosso, la centrale sovraccaricata di un'aquila dal volo abbassato d'argento (citato in (16)) |
|        | Doni (Toscana) (DE) In Blau 1 goldener Löwe, überdeckt von 1 roten Schrägbalken (citato in (23)) |
|        | Doni del Drago (Fifrenze) D'azzurro, al leone d'oro e alla banda attraversante di rosso, caricata di tre crescenti d'argento, volti nel senso della pezza (citato in (16)) |
|        | Doni della Scala (Firenze) D'azzurro, al leone d'oro e alla banda attraversante di rosso, caricata di tre crescenti d'argento, volti nel senso della pezza (citato in (16)) |
|        | Donini (Perugia) d'azzurro, a tre fasce d'oro accompagnate in capo da una cometa ondeggiante in banda e accostata da due stelle (5), il tutto d'oro (citato in (4) – Vol. II pag. 624) |
|        | Donini-Alfani (Perugia) (la blasonatura non è stata ancora caricata) (Immagine nella Raccolta stemmi Trippini (JPG).) |
|        | Donisdio (Venezia) (FR) Coupé, au 1, de sinople, à une étoile (8) d'or, au 2, de gueules, à un croissant d'or. (citato in JB Rietstap (archiviato dall'url originale il 1º ottobre 2020).) |
|        | Donna Titolo: consignori di Albano e Oldenico Di rosso, al cavaliere d'argento, con la spada sguainata Motto: In te Domino confido (citato in (18)) |
|        | Donna (Torino) Titolo: baroni, usano il predicato di Oldenico Di rosso, al leone d'oro, tenente con la zampa anteriore destra una spiga di grano d'oro, accostata a sinistra del capo da una stella, pure d'oro Motto: In te Domine confido (citato in (18)) |
|        | Donna (San Germano) D'argento, a tre scaglioni, gli estremi di nero, quello di mezzo di verde con il lambello d'oro attraversante alias D'argento, a due scaglionetti di rosso, quello superiore sostenente un rastrello da contadino, posto in palo, d'oro Motto: Virtù non ha ne potrà avere chi lascerà l'onor per acquistar l'avere - Sub milite forti - Virtus et honor florent (citato in (18)) |
|        | Donnaperna (Senise, Roma) Titolo: marchese di Colubrano, nobile di Cotrone, col predicato dei marchesi di Colubrano banda di argento su azzurro - 3 stelle (5 raggi) di argento su azzurro poste una in alto e 2 in basso poste in fascia - capo di Savoja (citato in (19)) banda di argento su azzurro - 3 stelle (5 raggi) di argento su azzurro poste una in alto e 2 in basso poste in fascia - capo di Savoja (citato in LEOM) |
|        | Donnini (Firenze) Inquartato: nel 1º e 4º d'argento pieno; nel 2º e 3º d'azzurro, alla stella a otto punte d'oro (citato in (16)) (DE) Silber-blau geviert, in den blauen Plätzen je 1 achtstrahliger goldener Stern (citato in (23)) |
|        | Donnini (Toscana) (DE) Silber-blau geviert, in den silbernen Plätzen je 1 achtstrahliger goldener Stern (citato in (23)) |
|        | Donnini (Pistoia, Firenze) D'argento, alla croce latina di rosso, sostenuta da un monte di sei cime d'azzurro (citato in (16)) |
|        | Donnorso (Napoli) Titolo: patrizi di Sorrento d'oro all'orso di nero con la bordura (dentata?) di rosso (citato in (19)) orso rampante di nero su oro - bordura dentata di rosso (citato in LEOM) d'oro all'orso di nero, con la filiera di rosso (citato in (22)) Notizie storiche in Nobili napoletani. |
|        | Dono (Venezia) (FR) D'or, à la bande d'azur. (citato in JB Rietstap (archiviato dall'url originale il 1º ottobre 2020).) |
|        | Donodei (Nizzardo) D'argento, a tre calendule, gambute e fogliate, di verde, 2, 1, con la croce trifogliata, con il piede aguzzo, di rosso, in abisso (citato in (18)) |
|        | D'Onofrio (Palermo, Calascibetta, Roma) Di rosso all'aquila d'argento, coronata dello stesso alias Di rosso all'aquila spiegata e coronata d'argento (citato in DAlena) di rosso, all'aquila spiegata e coronata d'argento (citato in Mango) |
|        | D'Onofrio (Calascibetta, Palermo) Titolo: barone di Mancipa, Passarello, Villadoro, di Artesina di rosso all'aquila spiegata e coronata d'argento (citato in (19), in Mango e in (27)) aquila coronata di argento su rosso (citato in LEOM) Notizie storiche in Famiglie nobili di Sicilia. |
|        | Donus (Toscana) (DE) Gold-blau schräggeteilt im Zahnschnitt (citato in (23)) |
|        | Donzella (Sicilia) di rosso, alla donzella di . . . . . ., armata di . . . . . ., con l'elmo in testa e lo scudo nella destra, posta sopra una fascia abbassata, accompagnata in punta da tre stelle (citato in Mango) |
|        | Donzelli (Firenze) Partito d'azzurro e d'argento, alla banda attraversante d'oro (citato in (16)) |
|        | Donzelli e Donzelli Bottega (Mondovì) Titolo: conti di Villanova Mondovì; consignori di Robella e Cocconato D'argento, al muro di rosso, merlato di tre pezzi alias Di rosso, a tre pali d'argento (citato in (18)) |
|        | Donzelli (Toscana) (DE) In Blau 3 achtspeichige goldene Räder, 2:1 gestellt (citato in (23)) |
|        | Donzello o Donzel (Torino) Troncato, al 1° di rosso, al mondo d'oro, accompagnato da due stelle d'argento, al 2° d'oro, all'ancora d'azzurro, coricata (citato in (18)) |
|        | Donzorzi (Venezia) (FR) Parti, au 1, de sinople, à la fasce d'or, au 2, d'or, à la fasce de gueules. (citato in JB Rietstap (archiviato dall'url originale il 1º ottobre 2020).) |

### Doo-Doz
| Stemma | Casato e blasonatura |
| ------ | --- |
|        | Dorato (Moncalvo, trino, Asti) Sbarrato d'azzurro e d'oro, con il capo d'argento, carico di un sole di rosso, raggiato d'oro alias D'azzurro, a tre sbarre d'argento, con il capo d'azzurro, carico di un sole d'oro, sostenuto da una fascia contromerlata, d'oro (citato in (18)) |
|        | Dore (Escaplano) toro passante rivolto di nero mirante - sole di oro uscente dal canton destro in alto su argento - fuoco di rosso uscente da sinistra su azzurro - albero sradicato a cui si è accollata una vite fruttata al naturale su azzurro (citato in LEOM) |
|        | Dori (Firenze) Troncato: nel 1º d'azzurro, alla rosa di rosso posta in mezzo a due palle d'oro; nel 2º di rosso, a due pali d'oro (citato in (16)) alias Di rosso, a due pali d'oro; e al capo d'azzurro, caricato di una rosa di rosso posta fra due palle d'oro (citato in (16)) (DE) Unter 1 blauen Schildhaupt, darin 1 rote Rose zwischen 2 goldenen Scheiben, in Rot 2 goldene Pfähle (citato in (23)) |
|        | Doria (Genova e Roma) spaccato d'oro e d'argento, all'aquila bicipite spiegata di nero, imbeccata, membrata, armata e coronata del primo, attraversante sul tutto (citato in CROL – pag. 75) |
|        | Doria e D'Oria (Genova, Roma, Napoli, Torino, Livorno) troncato: di oro e d'argento, all'aquila al volo spiegato di nero, imbeccata e membrata di rosso, coronata d'oro, posta sul tutto (citato in (4) – Vol. II pag. 624) aquila di nero coronata di oro su troncato di oro e di argento (citato in LEOM) Cimiero: l'aquila uscente a volo spiegato |
|        | Doria (Torino) titoli: Marchese di Ciriè con Nole e S. Maurizio, Marchese del Maro, con Borgomaro, Cavaronico,, Candeasco, Genova, Conio, Carpasio, Lavina, Lucinasco, Borgorato, Maro Castello S. Bartolomeo, Lazzeno, S, Lazzaro, Torria, Ville S. Pietro e Volle S. Sebastiano, Conte di Prelà con Canetto, Casa dei Carli, Costigliolo, Molini, Moltado, Pontassina, Proelo, Stonze, Tavole, Vallovia, Villettalla e Vasio, Conte di Dusino, Signore di Testico, Cesio e Valdichiesa, Marchese di Cavaglià, Conte di Faule troncato:di oro e d'argento, all'aquila di nero, coronata, rostrata e membrata d'oro Cimiero: leone coronato d'oro, linguato di rosso (citato in (4) – Vol. II pag. 630) |
|        | Doria (Genova, Molise) Titolo: principe di Angri, Centola; duca di Eboli; marchjese di Pisciotta; conte di Capaccio troncato d'oro, e d'argento, all'aquila di nero, membrata, rostrata, linguata e coronata di rosso Cimiero: l'aquila uscente (citato in (4) - Vol. II pag. 631, in (5) – pag. 140) Spaccato d'oro ed argento all'aquila spiegata di nero, membrata, imbeccata, linguata e coronata di rosso, attraversante sul tutto (citato in DAlena e in e in (22)) Motto: Aeterna parantur virtute Notizie storiche in Nobili napoletani. |
|        | Doria troncato d'oro e d'argento all'aquila di nero membrata e coronata d'oro (citato in (4) – Vol. II pag. 632) |
|        | Doria o D'Oria (Liguria, Piemonte) Titolo: marchesi di Caluso, Cavaglià, Capriata, Casaleggio Boiro, Ciriè; conti di Cavallermaggiore, Dusino, Faule, Montaldeo, Montegrosso, Prelà; signori di Bagnara, Bisio, Carrega, Lerma, Montezemolo, Mornese, Ovada, Prasco, Priero, Serravalle Scrivia, Tagliolo; consignori di Carpenetto, Carrosio, Castelnuovo di Ceva, Chiusa Pesio, Montacuto, Murazzano, Sala nelle Langhe Troncato d'oro e d'argento, all'aquila di nero, coronata, rostrata e armata d'oro alias Troncato d'oro e d'argento, all'aquila di nero, coronata, rostrata e armata di rosso alias Troncato d'oro e d'argento, all'aquila di nero, coronata del campo, rostrata e armata di rosso alias D'oro, alla rotella d'azzurro, caricata di una torre d'argento a due palchi, merlati alla guelfa, fondata di verde (citato in (18)) |
|        | Doria (Chioggia) (la blasonatura non è stata ancora caricata) (citato in Araldica gentilizia (archiviato dall'url originale il 6 novembre 2005).) |
|        | Doria o Ab Auria o Auria o De Aurea (Sicilia) Titolo: signore di Ragali; barone di Baida troncato d'oro e d'argento, all'aquila spiegata di nero, coronata dello stesso, imbeccata, membrata e linguata di rosso, attraversante Cimiero: l'aquila uscente (citato in Mango e in (27)) Notizie storiche in Famiglie nobili di Sicilia. |
|        | Doria (Roma) (la blasonatura non è stata ancora caricata) (Immagine nella Raccolta stemmi Trippini (JPG).) alias (la blasonatura non è stata ancora caricata) (Immagine nella Raccolta stemmi Trippini (JPG).) |
|        | Doria (Ovada) Troncato d'oro e d'argento, all'aquila spiegata di nero, coronata del campo, attraversante sul tutto (citato in (31)) |
|        | Doria (Sicilia) aquila di nero coronata di rosso su troncato di oro e di argento (citato in LEOM) |
|        | Doria Pamphili (Roma) (la blasonatura non è stata ancora caricata) (Immagine nell' Archivio Storico Capitolino (PDF) (archiviato dall'url originale il 23 febbraio 2017).) |
|        | Doria Pamphili Landi (Roma) interzato in palo: nel 1º troncato d'oro e d'argento all'aquila di nero membrata e coronata d'oro, che è dei Doria; nel 2º di rosso alla colomba d'argento avente nel becco un ramo d'ulivo verde; capo d'azzurro caricato di tre gigli d'oro separati da due verghette di rosso, che è dei Pamphili; nel 3º inquartato 1º e 4º palati di oro e d'azzurro, alla fascia d'argento attraversante; nel 2º e 3º fasciato increspato d'oro e d'azzurro, che è dei Landi (citato in (4) – Vol. II pag. 632) |
|        | D'Orio (Canavese) Titolo: signori di Orio; consignori di Barone, Candia Fasciato di rosso e d'oro, le fasce di rosso cariche di sei gigli, del secondo, 1, 2, 3, con la campagna d'oro, cucita, carica di tre monti, sormontati da altrettante stelle ordinate in fascia, il tutto d'azzurro alias Fasciato di rosso e d'oro, le fasce di rosso cariche di sei gigli, del secondo, 1, 2, 3, e l'ultima fascia d'oro carica di tre monti d'azzurro (citato in (18)) |
|        | D'Orléans Titolo: duca di Touraine, d'Orléans, conte di Asti e signore di Bagnasco D'azzurro, seminato di gigli d'oro, con il lambello d'argento, attraversante alias D'azzurro, a tre gigli d'oro, con il lambello d'argento, attraversante alias Inquartato d'Orléans e di Visconti (citato in (18)) |
|        | Dormiglia (Baviera) Titolo: nobili del S.R.I. D'oro, al leone di rosso, con la fascia d'argento, attraversante e carica di nove rombi accollati, d'azzurro Motto: Labore et vigilantia (citato in (18)) |
|        | Doro (Lucca) Titoli: Nobile, Conte d'oro al leone di azzurro, sostenuto da un monte di tre cime di verde, tenente colla destra una scimitarra di argento, con la sinistra un bisante d'oro (citato in (4) – Vol. II pag. 632) |
|        | Doro (Venezia) (FR) D'argent, au lion d'or. (citato in JB Rietstap (archiviato dall'url originale il 1º ottobre 2020).) |
|        | D'Orso (Toscana) (DE) In schwarz-silber geschachtem Feld 1 naturfarbener Bär (citato in (23)) |
|        | Dosi (Pontremoli, Pisa) Di verde, alla fascia diminuita e abbassata di rosso, sostenente una colonna d'argento accollata da tre corone radiate d'oro, e sinistrata da una gru d'argento, coronata d'oro, e con la sua vigilanza dello stesso alias Inquartato: nel 1º e 4º di verde, alla colonna accollata da tre corone radiate, e sinistrata da una gru con la sua vigilanza, il tutto d'argento; nel 2º e 3º d'azzurro, a due delfini controguizzanti in palo d'oro, sormontati da tre gigli dello stesso ordinati in capo; sul tutto inquartato d'azzurro e d'oro (citato in (16)) |
|        | Dosi Delfini (Pontremoli, Milano, Pisa) Titolo: Marchese inquartato: al 1º e 4º di verde alla colonna d'argento accollata di tre corone d'oro all'antica, sinistrata da una cicogna d'argento, coronata d'oro, tenente una palla dello stesso; il tutto sostenuto da una fascia in divisa, abbassata, di rosso; al 2º e 3º a due delfini d'oro affrontati e accompagnati in capo da tre gigli dello stesso (citato in (4) – Vol. II pag. 633) |
|        | Dosi Delfini (Roma) inquartato: nel 1º e 4º d'azzurro a due delfini affrontati d'oro, col capo d'Angiò; nel 2º e 3º di rosso al leone d'oro coronato dello stesso, col capo d'Angiò Cimiero: un moretto tenente una fascia con scrittovi: Humanitas (citato in (4) – Vol. II pag. 634) |
|        | Dossena (Pavia) (la blasonatura non è stata ancora caricata) (citato in DAlena) |
|        | Dotio (Torino) D'oro, a cinque monticelli di verde, sorgenti dalla punta, sormontati da un'aquila di nero, coronata d'oro (citato in (18)) |
|        | Dotta (Carmagnola) D'azzurro, a tre chiodi d'argento, 2, 1, con il capo d'oro carico di un'aquila di nero (citato in (18)) |
|        | Dotti bandato doppiomerlato d'argento e di azzurro, di dieci pezzi (citato in (5) – pag. 46) |
|        | Dotti (Sansepolcro, Firenze) Bandato doppiomerlato d'argento e d'azzurro alias D'argento, a tre bande doppiomerlate d'azzurro (citato in (16)) |
|        | Dotti (Firenze) D'oro, al palo-fascia d'azzurro, caricato di sette stelle a otto punte d'oro, due sul semipalo e cinque sulla fascia, accantonato da un sole di... nel cantone destro e da una luna figurata nel cantone sinistro, e accompagnato in punta da un elefante fermo al naturale, gualdrappato di rosso (citato in (16)) |
|        | Dotti (Firenze) D'oro, al leone d'azzurro, tenente un ramo d'olivo di verde (citato in (16)) |
|        | Dotti (Toscana) (DE) In Rot 1 goldenes Kreuz (citato in (23)) |
|        | Dotti (Firenze) Di rosso, alla croce d'oro, e alla bordura d'azzurro caricata di otto gigli d'oro (citato in (16)) |
|        | Dotti (Toscana) (DE) In Blau 1 ovaler roter Schild, belegt mit 1 goldenen Kreuz und schildbordförmig begleitet von 10 sechsstrahligen goldenen Sternen (citato in (23)) |
|        | Dotto (Palermo) inquartato di argento e di rosso (citato in LEOM) |
|        | Dottó (Venezia) (FR) D'argent, à la bande de sable, acc. de deux annelets du même. Ou: D'or, à deux cotices d'azur, acc. de deux annelets du même (citato in JB Rietstap (archiviato dall'url originale il 1º ottobre 2020).) |
|        | Dottori (Anghiari, Firenze) Di..., all'aquila dal volo abbassato di..., tenente nel becco una penna d'oca di..., e nell'artiglio destro un rotolo di pergamena di... (citato in (16)) |
|        | Dottori degli Alberoni (Ronchi di Monfalcone) Titoli: Nobile, Cavaliere inquartato: nel 1º d'oro all'aquila di nero, linguata di rosso; nel 2º di rosso al leone d'oro lampassato di rosso; nel 3º d'azzurro a tre pini di verde, uno appresso l'altro, piantati su una campagna dello stesso; nel 4º sbarrato d'azzurro e d'argento di 8 pezzi Cimieri: a destra: la colomba d'argento in atto di spiccar il volo, tenente nel becco un ramoscello d'olivo di verde; a sinistra: il leone nascente d'oro, lampassato di rosso, tenente con la zampa destra una falce d'argento, manicata di rosso e con la sinistra un grappolo d'uva fogliato di verde (citato in (4) – Vol. II pag. 634) |
|        | Dottula (Grecia, Bari, Rutigliano) partito d'oro e d'azzurro alla banda d'argento, caricata di tre teste di drago linguate dello stesso, attraversante sul tutto (citato in (29)) |
|        | Dovara (Laun (Boemia)) fasciato di nero e d'argento, col capo d'oro carico di un'aquila di nero, coronata d'oro Cimiero: il capo e collo di un'aquila di nero, coronata d'oro (citato in (4) – Vol. II pag. 635) |
|        | Dovara (Firenze) D'argento, a due fasce di nero; con il capo cucito dell'Impero (citato in (16)) |
|        | Dovara (Cremona) d'argento a due bande di nero sotto un capo d'oro all'aquila di nero (citato in BLCR) Immagine in Blasonario Cremonese (archiviato dall'url originale il 1º maggio 2017). |
|        | Doveri (Livorno) d'oro all'aquila al volo spiegato al naturale con la testa rivolta; al capo di azzurro caricato di un sole raggiante d'oro Motto: Mio è il dovere (citato in (4) – Vol. II pag. 635) |
|        | Doveri (Livorno) Troncato: nel 1º d'oro, all'aquila dal volo spiegato di nero; nel 2º d'azzurro, al sole d'oro alias D'oro, all'aquila volante e retroguardante di nero, e al capo d'azzurro, caricato di un sole d'oro (citato in (16)) |
|        | Dovizi (Firenze) D'azzurro, a due cornucopie decussate di... alias D'azzurro, a due cornucopie decussate di...; al capo di..., caricato di sei palle di..., 1.2.3 alias D'azzurro, a due cornucopie decussate di...; al capo di..., caricato di sei bisanti di..., 1.2.3 (citato in (16)) |

### Dr
| Stemma | Casato e blasonatura |
| ------ | --- |
|        | Draghi (Compiano) D'azzurro al drago alato d'oro punteggiato di rosso, con due sole zampe, palmate, il corpo di rettile formante un anello, la lingua trifide di rosso (citato in DAlena) |
|        | Drago (Genova) d'azzurro, al dragone aggruppato e sedente dì argento (citato in (2) – pag. 507, in (5) - pag. 158 e in DAlena) |
|        | Drago o Draghi o De Drague (Nizzardo) Titolo: baroni di Bojone, Dosfraires, Ferres; signori di Conségudes, Pierlas; consignori di Trana D'azzurro, al drago d'oro alias D'oro, al drago di verde (citato in (18)) |
|        | Drago (Palermo) Titolo: barone della Scannatura di Trapani; marchese d'azzurro al drago d'oro fissante un sole d'angolo sinistro dello stesso (citato in (19)) d'azzurro, al drago d'oro, rivolto, guardante un sole d'oro, figurato di rosso, posto nel canton sinistro del capo (citato in Mango e in (27)) drago di oro testa rivolta mirante - sole uscente dal canton destro del capo dello stesso su azzurro (citato in LEOM) alias d'azzurro, con un drago d'oro (citato in (27)) Corona di marchese Notizie storiche in Famiglie nobili di Sicilia. Ulteriori notizie storiche in Famiglie nobili di Sicilia. |
|        | Drago-Bucchia (Dalmazia) troncato: nel 1º partito: a. d'argento, a un drago alato e rivoltato di verde; b. d'oro, al giglio d'azzurro; nel 2º d'azzurro pieno (FR) Coupé: au 1, parti: a. d'argent à un dragon ailé et contourné de sinople; b. d'or à une fleur-de-lis d'azur; au 2, d'azur plein. Casque couronné. (citato in (7)) |
|        | Dragomanni (Arezzo) D'oro, al drago alato e spiegato di rosso (citato in (16)) |
|        | Dragona (Assisi) di rosso, a tre teste di drago recise d'oro, 2 e 1 (citato in CROL – pag. 20) |
|        | Dragone (Molise) (la blasonatura non è stata ancora caricata) (citato in DAlena) |
|        | Dragonetti e Dragonetti de Torres (L'Aquila) d'argento alla fascia di rosso, sostenente un drago di verde linguato ed allumato di rosso, ed accompagnata in punta da tre bande del medesimo (citato in (4) – Vol. II pag. 636) D'argento alla fascia di rosso sostenente un drago di verde, linguato ed illuminato di rosso, ed accompagnato in punta da tre bande egualmente di rosso (citato in DAlena) |
|        | Dragonetti (Sicilia) d'argento, a tre cotisse di rosso, abbassate sotto una fascia dello stesso, sormantato da un drago di verde, linguato ed illuminato di rosso (citato in Mango) |
|        | Dragonetti (Sicilia) d'oro, con tre bande di rosso, col capo del primo caricato da un uccello passante di verde sostenuto da una riga di rosso (citato in (27)) Notizie storiche in Famiglie nobili di Sicilia. |
|        | Dragonetti (Toscana) (DE) In Rot 1 natürlicher goldener Leopard (citato in (23)) |
|        | Dragoni (Prato) Di rosso, al drago di verde coronato d'oro, e alla banda diminuita attraversante d'oro alias Di rosso, al drago di verde coronato d'oro, e alla banda diminuita attraversante d'oro, la banda caricata di tre fichi di verde (citato in (16)) |
|        | Dragoni (Cremona) (la blasonatura non è stata ancora caricata) (Immagine nella Raccolta stemmi Trippini (JPG).) |
|        | Dragoni (Cremona) d'oro al dragone alato di verde linguato di rosso; al quarto di Savoia (citato in BLCR) Immagine in Blasonario Cremonese (archiviato dall'url originale il 1º maggio 2017). |
|        | Dragoni (Cesena) (la blasonatura non è stata ancora caricata) (citato in BLCW) Immagine in Blasone Cesenate. |
|        | Draperi (Cuorgné) Titolo: consignori di Valpergato Semipartito e troncato, al 1° di Valperga, al 2° d'oro al busto di moro, al naturale, al 3° d'azzurro all'albero, nutrito sopra un monte di verde, sostenuto da due leoncini, il tutto al naturale (citato in (18)) |
|        | Drazoevich Gelich (Almissa, Spalato) Titolo: Conte partito: a destra: inquartato in decusse; al 1º e 4º scaccato di argento e di rosso; al 2º e 3º d'oro al corno di azzurro; al 3º rivoltato; a sinistra di azzurro al lupo bianco passante sulla pianura erbosa, colla testa rivoltata e con un'aquila in atto di afferrarlo, il tutto al naturale Cimiero: un lupo di rosso, collarinato d'oro, nascente, in atto di soffiare in un corno di azzurro (citato in (4) – Vol. II pag. 636) |
|        | Dreyer (Firenze) D'azzurro, all'arcobaleno di rosso, d'oro e di verde, posto in sbarra, accompagnato in capo da una stella a otto punte d'oro, e in punta da un delfino guizzante in palo, di verde (citato in (16)) |
|        | Drizzona (Cremona) partito; al primo d'azzurro all'aquila bicipite d'oro coronata dello stesso e uscente dalla partizione; nel secondo fasciato di rosso e d'argento (citato in BLCR) Immagine in Blasonario Cremonese (archiviato dall'url originale il 1º maggio 2017). |
|        | Drò o Droenghi o Drous o Droi o Droy (Barbania, Rivoli) Titolo: signori di Barbania, Pertusio; consignori di Bruino, Cuorgné, Druent, Levone, Reano, Rocca di Corio, Valperga D'argento, alla fascia di rosso, accompagnata da tre pianticelle di (verde?), di tre rami ciascuna (citato in (18)) |
|        | Drua (Fossano) Titolo: signori di Levaldigi, S. Albano; consignori di Fossano, Romanisio, Val Vermenagna D'azzurro, al leone d'oro (citato in (18)) |
|        | Druda (Cagli) partito nel primo d'azzurro allo scaglione d'argento accompagnato in capo da un crescente rovesciato dello stesso sormontato da tre stelle d'oro maleordinate ed in punta un monte di tre cime d'argento; nel secondo: d'argento alla scala al naturale posta in palo; in capo il giglio rosso attraversante la linea di partizione (citato in (4), (11), (12), (13) e in DAlena) |
|        | Drudelli (Cesena) (la blasonatura non è stata ancora caricata) (citato in BLCW) Immagine in Blasone Cesenate. |

### Du
| Stemma | Casato e blasonatura |
| ------ | --- |
|        | Du Barry de Merval (San Miniato) d'azzurro, alla gemella in banda d'oro, accompagnata nel cantone sinistro del capo da una stella a cinque punte d'argento (citato in (8) e in (16)) alias D'azzurro, a due bande d'oro, accompagnate nel cantone sinistro del capo da una stella a cinque punte d'argento (citato in (16)) |
|        | Du Bois e Dubois (Aymaville) D'azzurro, al leone d'argento, linguato e armato di rosso (citato in DAlena) |
|        | Duc o Duchi o Dux (Moncalieri) Titolo: conti de La Cassa; signori di Cereaglio; consignori di Cocconato, Gorra Bandato d'oro e d'azzurro Motto: Sans falir - Sola vivit in illo (citato in (18)) |
|        | Duca (Catanzaro) D'azzurro a tre bande d'oro (citato in DAlena e in BLCL) |
|        | Duca d'Angiò (Toscana) (DE) Innerhalb 1 roten Schildbords 1 mit goldenen Lilien besätes Feld (citato in (23)) |
|        | Ducagini (Napoletano) Titolo: nobile d'argento, alla torre al naturale torricellata di tre pezzi, con l'aquila di nero bicipite, coronata sulle due teste, nascente dalla torre (citato in (32)) |
|        | Ducci (Sansepolcro) d'azzurro al torrione al naturale torricellato di tre pezzi, aperto e finestrato di due (citato in (4) – Vol. II pag. 637) |
|        | Ducci (Arezzo) d'azzurro a quattro catene di argento moventi dagli angoli dello scudo e riunite in cuore da un anello dello stesso (citato in (4) – Vol. II pag. 637) |
|        | Ducci (Arezzo) D'argento, a quattro catene d'azzurro uscenti dai quattro angoli dello scudo, e riunite in cuore per un anello dello stesso, nel quale è infilata in palo una spada alta al naturale, guarnita d'oro (citato in (16)) |
|        | Ducci (Arezzo) D'argento, a quattro catene d'azzurro, moventi dai quattro angoli dello scudo, riunite in cuore per un anello dello stesso alias D'argento, a quattro catene d'azzurro, moventi dai quattro angoli dello scudo, riunite in cuore per un anello dello stesso, accompagnate da due stelle a otto punte dello stesso, una in capo e una in punta, quella in capo sormontante una croce di Santo Stefano (citato in (16)) |
|        | Ducci (Firenze) D'azzurro, alla croce di sant'Andrea d'oro, accantonata da quattro crescenti montanti dello stesso (citato in (16)) |
|        | Ducci (Toscana) (DE) 1 Windmühlenschrägkreuz, bewinkelt von 4 liegenden Halbmonden (citato in (23)) |
|        | Ducci (Firenze) Di..., all'albero di..., nodrito su un monte di sei cime di..., e infilante con il tronco un mattone (o tavoletta, o cofano) di... (citato in (16)) |
|        | Ducci (Pescia) Di..., al leone di..., tenente con la branca anteriore destra una penna d'oca di... (citato in (16)) |
|        | Ducci (Pistoia, Firenze) D'oro, al rincontro di bue di rosso; con il capo d'Angiò (citato in (16)) |
|        | Ducci (Sansepolcro) D'azzurro, alla torre al naturale, torricellata di tre pezzi (citato in (16)) |
|        | Ducci (Siena) D'azzurro, allo scaglione accompagnato in capo da due stelle a sei punte e in punta da un giglio, il tutto d'oro (citato in (16)) |
|        | Ducci (Siena) Di..., al monte di sei cime di... (citato in (16)) |
|        | Ducco (Brescia) troncato: nel 1º d'oro al giglio di rosso; nel 2º di argento all'aquila di nero col volo spiegato (citato in (4) – Vol. II pag. 637) |
|        | Ducco o De Duchis (Salò) al giglio di Francia d'oro o fiordaliso (citato in Piovanelli) |
|        | Du Châtelard (Valdigne) Titolo: signori di La Salle D'azzurro, alla porta d'argento, merlata, torricellata a destra, murata di nero, sormontata da un giglio di rosso, cucito alias D'azzurro, alla porta d'argento, merlata, torricellata a destra, murata di nero, sormontata da un giglio d'oro (citato in (18)) |
|        | Du Chêne (Torino) Titolo: conti di Lignana e Veneria D'azzurro, allo scaglione accompagnato da tre ghiande, il tutto d'oro Motto: Robore tuta (citato in (18)) |
|        | Duchi (Reggio Emilia) fascia di rosso su troncato di oro e di argento - aquila di nero su oro - stella (6 raggi) di oro su argento (citato in LEOM) |
|        | Du Clou (Livorno) Troncato d'oro e d'azzurro, alla banda diminuita attraversante di rosso, accompagnata nel secondo da due chiodi d'argento posti in palo e ordinati uno per parte (citato in (16)) |
|        | Du Cret (Avise, Chatelalrgent) D'oro alla banda d'azzurro, carica di tre mezze lune d'argento montanti, accompagnata in capo da una crocetta di rosso, patente (citato in (18)) |
|        | Ducreton (Aosta) Titolo: baroni di Pont Saint Martin, Torre Balfredo Di rosso a tre fusi d'argento accollati in fascia (citato in (18)) |
|        | Dudan (Venezia) Titoli: Nobile, Conte troncato: di azzurro e d'argento, ciascun punto al pesce natante, sormontato da un montante, accostato da due stelle di 6, il tutto dell'uno nell'altro Cimiero: un cane di argento, collarinato d'oro, nascente (citato in (4) – Vol. II pag. 637) |
|        | Dufour troncato: nel 1º d'argento al grifone al naturale nascente dalla troncatura e tenente una stella di 6 raggi d'oro; nel 2º scaccato di argento e di rosso (citato in (4) – Vol. II pag. 638) |
|        | Dufour Berte (Firenze) semitroncato partito: nel 1º d'argento al grifone al naturale nascente dalla troncatura e tenente una stella di 6 raggi d'oro; nel 2º scaccato di argento e di rosso (Dufour); nel 3º di azzurro allo scaglione d'oro accompagnato da 3 rose d'argento (Berte) Cimieri: 1º un'ancora in mezzo a un volo spiegato, il tutto nero; 2º un grifone uscente al naturale (citato in (4) – Vol. II pag. 638) |
|        | Dufour Berte (Firenze, Livorno) Troncato: nel 1º d'argento, al grifone di nero nascente dalla partizione e tenente una stella a sei punte d'oro; nel 2º scaccato d'argento e di rosso alias D'azzurro, allo scaglione d'oro, accompagnato da tre rose d'argento, 2.1 (citato in (16)) |
|        | Dugaria (Cesena) (la blasonatura non è stata ancora caricata) (citato in BLCW) Immagine in Blasone Cesenate. |
|        | Dughiero (Chioggia) (la blasonatura non è stata ancora caricata) (citato in Araldica gentilizia (archiviato dall'url originale il 6 novembre 2005).) |
|        | Dugnani (Milano) Troncato, al 1° bandato d'argento e di verde, al 2° di rosso alias Di rosso, al capo bandato di verde e d'argento alias Inquartato di verde e d'argento, al castello merlato alla guelfa di rosso, attraversante sul tutto, aperto e finestrato del campo alias Troncato, al 1° sbarrato d'argento e di verde, al 2° di rosso alias Troncato, al 1° d'oro, a tre bande d'azzurro, al 2° di rosso alias Troncato, al 1° d'argento, a tre sbarre d'azzurro, al 2° di rosso (citato in (18)) |
|        | Dugnano (la blasonatura non è stata ancora caricata) (citato in DAlena) |
|        | D'Ugno (Molise, Abruzzo) (la blasonatura non è stata ancora caricata) (citato in DAlena) |
|        | D'Ugno Ciccolini (Abruzzo) (la blasonatura non è stata ancora caricata) (citato in DAlena) |
|        | D'Ugolino (Firenze) D'argento, alla banda d'azzurro caricata di una forbice al naturale posta in mezzo a due pesi da stadera dello stesso, tutti posti nel senso della pezza (citato in (16)) |
|        | D'Ugolino (Toscana) (DE) In Silber 2 gestürzte blaubebandete blaue Streitkolben, dazwischen begleitet von 1 schwebenden blauen Sechsberg in der Nabelstelle (citato in (23)) |
|        | Dulcetta (Sicilia) d'azzurro, con un leone rivoltato d'oro, mirante i raggi di un sole di rosso raggiante d'oro orizzontale a sinistra (citato in (27)) Notizie storiche in Famiglie nobili di Sicilia. |
|        | Du Marché (Tarantasia, Villeneuve) Partito d'argento e d'azzurro, al sole partito di rosso e d'oro Motto: Forti fide (citato in (18)) |
|        | Du Mesnil du Buisson (San Miniato, Firenze, Normandia) Di nero, al leone troncato d'oro e d'argento (citato in (16)) leone rampante troncato di oro e di argento su nero (citato in LEOM) |
|        | Du Mont Kermorseven (Cortona) Inquartato: nel 1° e 4° d'argento, a tre leoni leoparditi di nero ordinati l'uno sull'altro, e al canton franco dello stesso caricato di una stella a otto punte del campo; nel 2° e 3° di rosso, al crescente montante d'oro, accompagnato da due stelle a sei punte dello stesso ordinate in capo (citato in (16)) |
|        | Du Noyer (Gignod, Aosta) Di rosso, al palo d'argento, carico di tre noci d'oro, senza mallo (citato in (18)) |
|        | Duodi (Pisa) Di rosso, alla banda d'argento, caricata di tre gigli del campo (citato in (16)) |
|        | Duodo (Genova) Titolo: Nobile dell'I. A. di rosso, alla banda d'oro, ripiena di azzurro, carica di 3 quadrifogli d'oro, accompagnata in capo da una stella (6) d'oro raggiante (citato in (4) – Vol. II pag. 638) |
|        | Duodo (Venezia) (FR) De gueules, à la bande d'argent, ch. de trois fleurs-de-lys d'azur, posées chacune en barre. (citato in http://www.euraldic.com/lasu/bl/bl_d_uo.html) |
|        | Du Palais (Aosta) Titolo: consignori di Ville sur Sarre; visdomini di Aosta D'azzurro, al toro di rosso, cucito, con il capo d'argento alias D'oro, al castello di due torri, di rosso, sormontato da un'aquila, di nero (citato in (18)) |
|        | Du Perron (Fenestrelle, Pragelato) Titolo: signori di Minzier D'oro, al castello di rosso, con l'orso ritto, rivoltato, di nero, sul lato sinistro della porta (citato in (18)) castello (2 torri) di rosso su oro - orso rampante di nero incatenato alla porta (citato in LEOM) |
|        | Duport o Du Port (Lione (Francia), Torino) Titolo: Barone palato d'azzurro e d'argento, colla fascia del secondo alzata Motto: Cingit non obstat (citato in (4) – Vol. II pag. 639 e in (18)) |
|        | Duport (Lione) fascia di argento su 3 pali di argento su azzurro (citato in LEOM) |
|        | Dupré (Torino) Titolo: Barone di verde, al leone d'oro, linguato di rosso, sormontato da una mezzaluna d'argento, montante; col capo d'azzurro, sostenuto d'oro e carico di una stella dello stesso, accostata da due mezzelune d'argento affrontate (citato in (4) – Vol. II pag. 639 e in (18)) |
|        | Durand (Nizza Marittima) Titoli: Marchese, Signore di La Penne e Chaudol inquartato: al 1º e 4º partito d'oro e di rosso, al leone di nero, coronato d'oro, linguato di rosso; al 2º e 3º d'azzurro a tre cipressi d'oro, posti in palo, quello di mezzo più alto sostegni: due selvatici, armati con clava abbassata, affrontati Motto: Mai vay calar que fol parlar (citato in (4) – Vol. II pag. 639) Inquartato, al 1° e 4° partito d'oro e di rosso, al leone di nero coronato d'oro, linguato di rosso, al 2° e 3° d'azzurro a tre cipressi d'oro, posti in fascia, quello di mezzo più alto Motto: Mai vau galar que fol parlar (citato in (18)) |
|        | Durando (Torino) Titolo: conti di Villa del Bosco Inquartato di rosso e d'azzurro, con il capo d'oro carico di un'aquila di nero, rostrata e armata di rosso Motto: Durantes vincunt (citato in (18)) |
|        | Durando (Candelo) Titolo: consignori di Oldenico Inquartato d'azzurro e di rosso, con il capo d'oro, carico di un'aquila coronata, di nero Motto: Durantes vincunt (citato in (18)) |
|        | Durando (Mondovì) Inquartato di rosso e d'azzurro, con il capo d'oro carico di un'aquila di nero, rostrata e armata di rosso (citato in (18)) |
|        | Durando (Saluzzo) Inquartato d'azzurro e di rosso, con la croce d'oro, orlata di nero, sulla partizione, con il capo d'oro, carico di un'aquila di nero Motto: Moderata durant (citato in (18)) |
|        | Durando (Cherasco) D'argento, al leone d'oro, linguato di rosso, tenente un bastone noderoso, di verde, posto in banda e reciso alias Di rosso, al leone d'oro, tenente un bastone noderoso, dello stesso (citato in (18)) |
|        | Durante inquartato: nel 1º e 4º d'azzurro; nel 2º e 3º di rosso; al capo d'oro, all'aquila di nero (citato in (26)) Cimiero: un'aquila Motto: Durantes vincant |
|        | Duranti partito d'oro, all'aquila di nero, e d'azzurro (citato in (3) ) |
|        | Duranti (Firenze) Di..., alla banda di..., accompagnata da due stelle a otto punte di..., 1.1 (citato in (16)) |
|        | Duranti (Arezzo) D'azzurro, al monte di sei cime d'oro, cimato da una piuma d'argento, e alla fascia diminuita attraversante d'oro alias D'azzurro, al monte di sei cime d'oro, cimato da una piuma d'argento, e alla banda diminuita attraversante d'oro alias D'azzurro, al monte di sei cime d'oro, cimato da una foglia di palma d'argento, e alla fascia diminuita attraversante d'oro alias D'azzurro, al monte di sei cime d'oro, cimato da una foglia di palma d'argento, e alla banda diminuita attraversante d'oro citato in (16)) |
|        | Duranti (Firenze) D'azzurro, allo scaglione d'argento, accompagnato da tre stelle a otto punte dello stesso, 2.1 (citato in (16)) |
|        | Duranti (Pescia) Di..., alla banda di losanghe accollate di..., sormontata da una crocetta di... (citato in (16)) |
|        | Duranti (Pontremoli) D'azzurro, alla fascia diminuita e abbassata d'argento, sostenente un'aquila dal volo spiegato di nero, coronata d'oro, e accompagnata in punta da un diamante d'argento (citato in (16)) |
|        | Duranti (Toscana) (DE) Gold-schwarz geteilt (citato in (23)) |
|        | Duranti o Duranti nella Pieve di Cascia (Toscana) (DE) Geteilt: Oben 3 Schrägbalken (citato in (23)) |
|        | Duranti (Brescia) azzurro pieno - capo d'Impero (citato in LEOM) |
|        | Duranti (Brescia) azzurro pieno - capo d'Impero - 5 gigli di azzurro su oro posti 2,2,1 (citato in LEOM) |
|        | Duranti (Cagli, Bologna) monte a 3 cime di argento su terrazzo di verde su azzurro - cometa in palo di oro in alto su azzurro - torrione al naturale merlato di 3 pezzi alla guelfa su terrazzo di verde su azzurro - 3 stelle (8 raggi) di oro poste in fascia in alto su azzurro sormontate da - lambello (3gocce) di oro su azzurro (citato in LEOM) |
|        | Duranti (Arezzo) fascia di oro attraversante penna di struzzo al naturale su monte a 6 cime di oro su azzurro (citato in LEOM) |
|        | Duranti (Cesena) (la blasonatura non è stata ancora caricata) (citato in BLCW) Immagine in Blasone Cesenate. |
|        | Duranti Valentini (Roma, Castel San Pietro in Sabina) albero cipresso di verde su ristretto dello stesso su azzurro - leone rampante di oro su monte a 3 cime di azzurro su rosso (citato in LEOM) |
|        | Durazzano (Napoletano) d'oro, al gallo al naturale con la zampa alzata, sormontato da una stella d'argento a sei punte (citato in (32)) |
|        | Durazzi (Firenze) D'azzurro, all'albero al naturale, nodrito sul terreno dello stesso, e attraversato al tronco da un cane fermo d'argento, collarinato di rosso, appoggiato con la zampa anteriore destra a una clessidra al naturale (citato in (16)) |
|        | Durazzini (Firenze) D'azzurro, alla stella a otto punte d'oro, posta in mezzo a tre palle dello stesso, 2.1; con il capo cucito d'Angiò alias D'azzurro, alla stella a otto punte d'oro, posta in mezzo a tre palle d'argento, 2.1; con il capo cucito d'Angiò alias D'azzurro, alla stella a otto punte d'oro, posta in mezzo a tre bisanti dello stesso, 2.1; con il capo cucito d'Angiò alias D'azzurro, alla stella a otto punte d'oro, posta in mezzo a tre bisanti d'argento, 2.1; con il capo cucito d'Angiò (citato in (16)) |
|        | Durazzo (Genova) di rosso a tre fasce di argento; al capo di azzurro caricato di tre gigli d'oro ordinati in fascia Motto: Agere et pati fortia (citato in (4) – Vol. II pag. 640) |
|        | Durazzo (Genova) Titolo: marchesi di Gabiano, Pontinvrea; baroni di Gattieras; signori di Cerrina Fasciato di rosso e d'argento, con il capo d'azzurro, carico di tre gigli d'oro, ordinati in fascia alias Di rosso, a tre fasce d'argento, con il capo d'azzurro, carico di tre gigli d'oro, ordinati in fascia alias D'argento, a tre fasce di rosso, sormontate da tre gigli del secondo Motto: Agere et pati fortia (citato in (18)) |
|        | Durazzo (Ovada) Fasciato di rosso e d'argento; col capo d'azzurro, caricato di tre gigli d'oro posti 1, 2 (citato in (31)) |
|        | Durazzo (Pistoia) Titolo: Nobile troncato: di rosso e d'azzurro alla fascia d'oro sulla partizione: il 1º all'aquila di nero cucita; il 2º a tre bisanti d'oro (citato in (4) – Vol. II pag. 642) |
|        | Durazzo Pallavicini (Genova) 3 fasce di argento su rosso - capo di Francia - scaccato (9 pezzi) di oro e di azzurro - fascia scorciata doppiomerlata di 3 pezzi di nero su oro (stecconata) (citato in LEOM) |
|        | Durelli (Torino) di azzurro alla fascia alzata di rosso, accompagnata in capo da tre stelle e in punta da un toro furioso d'argento (citato in (4) – Vol. II pag. 642) |
|        | Durelli (Firenze) Di..., alla banda di..., accompagnata da due stelle a otto punte di..., 1.1 (citato in (16)) |
|        | Durelli (Firenze) D'argento, al grifone di nero alias D'argento, al grifone di nero, accompagnato nel cantone destro del capo da un giglio di rosso (citato in (16)) |
|        | Durelli (Asolo) (la blasonatura non è stata ancora caricata) (citato in DAlena) |
|        | Duretti (Pistoia) D'oro, alla sbarra scaccata di due file d'azzurro e del campo (citato in (16)) |
|        | D'Urfé o Paillard Titolo: conti di Sommariva Bosco, Tenda; signori di Boves, Brossasco, Piasco, Venasca Di vaio, al capo di rosso alias inquartato, al 1° di Savoia; al 2° di Lascaris; al 3° di Ventimiglia; al 4° di Chabannes, che è di rosso, al leone d'ermellino, coronato d'oro; sul tutto di Urfè alias Inquartato, al 1º di Urfé, al 2º di rosso a tre leoni d'argento, armati linguati e coronati d'oro, due e uno, al 3º di rosso, alla croce d'argento; al 4º d'oro, a tre scaglioni di nero (citato in (18)) |
|        | Durini (Milano) interzato in fascia: al 1º d'oro, all'aquila di nero, coronata del campo; al 2º d'argento, al pino sopra una zolla di terra, il tutto di verde, sostenuto da due leoncini d'oro, linguati di rosso, affrontati; al 3º d'argento, a tre bande di rosso. Appeso allo scudo e sotto la punta, lo stemma di Monza. (citato in (4) – Vol. II pag. 642) |
|        | Durini (Milano) inquartato: nel 1º di rosso, al muro merlato di argento; nel 2º d'argento, a due grifi affrontati e controrampanti ad un pino di verde; nel 3º d'argento, a tre bande di rosso; nel 4º d'azzurro, a tre palle d'oro, 2 e 1. (citato in (4) – Vol. II pag. 643) |
|        | Durini (Milano) interzato in fascia: al 1º d'oro, all'aquila di nero, coronata del campo; al 2º d'argento, al pino nodrito sopra una zolla di terra, il tutto di verde, sostenuto da due leoncini d'oro, linguati di rosso, affrontati; al 3º partito: a destra di argento, a tre bande di rosso; a sinistra di un punto di concessione d'oro, al fiore d'amorino (resedà) in banda, accollato ad un breve col motto Amor et fides, posto in sbarra, il tutto al naturale. Appeso allo scudo e sotto la punta, lo stemma di Monza. (citato in (4) – Vol. II pag. 643) |
|        | Durini (Milano) (la blasonatura non è stata ancora caricata) (Immagine nella Raccolta stemmi Trippini (JPG).) |
|        | Durini (Chieti) interzato in fascia: al 1º di oro, all'aquila di nero, coronata del campo; al 2º di rosso, al pino al naturale, nodrito nella partizione, sostenuto da due leoncini d'oro, controrampanti; al 3º d'argento, a tre sbarre di rosso. (citato in (4) – Vol. II pag. 643) alias Interzato in fascia: nel 1° d'oro, all'aquila coronata di nero; nel 2° di rosso, al pino di verde, sostenuto da due leoni contro rampanti d'oro; nel 3° bandato di rosso e d'argento. (citato in DAlena) |
|        | Durio (Novara, Milano) Titolo: Nobile troncato: al 1º campo di cielo, colla volpe passante sulla pianura erbosa e alberata, il tutto al naturale; al 2º d'azzurro, al leone coronato, tenente una lancia, il tutto d'oro; colla fascia d'argento sulla partizione, carica di tre gigli d'oro, cuciti, ordinati in fascia; il tutto sotto un capo d'oro, carico di un'aquila coronata, di nero. (citato in (4) – Vol. II pag. 644) Troncato: al 1° d'azzurro, alla volpe passante nella pianura erbosa e alberata, il tutto al naturale, al 2° d'azzurro, al leone coronato, tenente una lancia, il tutto d'oro, con la fascia d'argento sulla partizione, carica di tre gigli d'oro, cuciti, ordinati in fascia, il tutto sotto un capo d'oro, carico di un'aquila coronata, di nero. (citato in (18)) |
|        | Durobin (Torino) D'azzurro, a tre bisanti d'oro, 2, 1. (citato in (18)) |
|        | Duru o De Rivo (Aymaville) Titolo: (consignori di Gressan?) Troncato d'oro e di rosso, il 1° al leone di nero, linguato di rosso, nascente. (citato in (18)) |
|        | Duse (Chioggia) (la blasonatura non è stata ancora caricata) (citato in Araldica gentilizia (archiviato dall'url originale il 6 novembre 2005).) |
|        | Duse Masin (Chioggia) Titolo: Nobile d'azzurro, all'albero nodrito nella punta dello scudo, sostenente un uccello nero, il tutto al naturale. (citato in (4) – Vol. II pag. 644) |
|        | Dusi (Montefalco) (la blasonatura non è stata ancora caricata) (citato in Degli Abbati) |
|        | Dusio (Asti, Brà) D'azzurro, allo scaglione, accompagnato in capo da due stelle, in punta da un gufo (dusio), il tutto d'oro. Motto: In tenebris perspicax (citato in (18)) |
|        | Dusmet (Napoli, Roma) di nero al capriolo d'argento accompagnato da tre crescenti montanti del medesimo, due nel capo ed uno nella punta (citato in (4) – Vol. II pag. 644) scaglione di argento su nero - 3 lune montanti di argento poste 2,1 su nero (citato in LEOM) Cimiero: un crescente d'argento in mezzo ad un volo spiegato di nero |
|        | Dusmet (Messina) Titolo: nobile inquartato: nel 1° e 4° di nero, al capriolo d'argento, accompagnato da tre crescenti montanti dello stesso; nel 2° e 3° d'oro, alla banda di rosso, caricata da tre rose d'argento (citato in Mango e in (27)) Notizie storiche in Famiglie nobili di Sicilia. |
|        | Dussini (Firenze) Inquartato d'argento e di rosso; con il capo d'Angiò (citato in (16)) |
|        | Duti (Firenze) Di rosso, allo scaglione d'oro, accompagnato da tre uccelli posati di nero, 2.1, i due affrontati e posati sullo scaglione (citato in (16)) |
|        | Du Tour (Savoia (Francia), Torino) Titolo: baroni di Héry; signori di Bozel, Pontverre, Saint Eusèbe de Coeur, Verdun, Villeneuve D'oro, a tre torri, coperte e banderuolate, di nero, 2, 1 (citato in (18)) alias D'oro, a tre torri di nero, 2, 1, aperte e finestrate del campo, banderuola sul mezzo di nero, le banderuole verso sinistra (citato in (18)) 3 torri di nero merlate alla guelfa e banderuolate dello stesso poste 2,1 su oro (citato in LEOM) alias D'oro, a tre torri, di rosso, 2, 1 (citato in (18)) |
|        | Dutti o Duti o Dutto (Mondovì) Fasciato d'argento e d'azzurro alias Fasciato d'azzurro e d'argento Motto: Durus et clarus (citato in (18)) |

### Dz
| Stemma | Casato e blasonatura |
| ------ | --- |
|        | Dzieduszycki (Firenze) luna montante di oro con 2 stelle (6 raggi) dello stesso sulle corna su azzurro - freccia al naturale impennata di rosso in palo punta in basso in alto su azzurro (citato in LEOM) |